# Lịch sử Công giáo Việt Nam (1975–1990)
Lịch sử của Giáo hội Công giáo Việt Nam từ năm 1975 đến năm 1990 có nhiều điểm đặc thù riêng. Đây là giai đoạn 15 năm thứ hai kể từ khi thiết lập hàng giáo phẩm Công giáo tại Việt Nam năm 1960. Lịch sử của Giáo hội tại Việt Nam trong giai đoạn này có sự khác biệt rõ rệt so với giai đoạn 1960 đến 1975, vì hoàn cảnh chiến tranh Việt Nam và sự phân chia không chính thức trong nội bộ Giáo hội Công giáo thành hai miền Việt Nam đã chính thức chấm dứt. Cùng chia sẻ quy mô địa lý và thể chế chính trị, bối cảnh chính là điểm nhấn tạo nên sự khác biệt với giai đoạn kề sau trong lịch sử giáo hội, từ năm 1990 đến năm 2005, là giai đoạn cải cách và mở cửa của Việt Nam trong lĩnh vực tôn giáo. 
Sự kiện ngày 30 tháng 4 năm 1975 là một bước ngoặt trong dòng lịch sử Việt Nam, và dấu mốc lịch sử này cũng là bước chuyển mình lịch sử của Giáo hội Công giáo tại quốc gia này. Lần đầu tiên kể từ sau Công đồng Vatican II cải tổ Giáo hội Công giáo toàn cầu vào giữa thập niên 1960, hàng giáo phẩm Công giáo tại hai miền Việt Nam chính thức tiếp xúc, chuẩn bị cho sự tồn tại và phát triển của Giáo hội trong bối cảnh có nhiều thay đổi. Nhiều giáo sĩ thuộc về phía bại trận đã chuẩn bị cho giáo sĩ, tu sĩ và giáo dân của mình cách thức sống đạo trong môi trường mới. Trong vòng năm năm sau dấu mốc lịch sử năm 1975, với hai hồng y đầu tiên được trao tước vị, nhu cầu về một Hội đồng Giám mục Việt Nam toàn quốc được nhen nhóm. Sau nhiều chuẩn bị, tháng 4 năm 1980, Hội đồng đã cải tổ Hội đồng Giám mục cũ tại miền Nam, thành lập Hội đồng Giám mục Việt Nam mới, bao gồm các giám mục Công giáo tại Việt Nam trên toàn quốc. Các giám mục thuộc về ba giáo tỉnh, đã chính thức hội họp Đại hội lần Thứ Nhất, đề ra định hướng mới cho Giáo hội Công giáo tại Việt Nam.
Đối mặt với nhiều thay đổi, Giáo hội Công giáo tại Việt Nam gặp nhiều khó khăn: các chủng viện bị đóng cửa, các tổ chức từ thiện, y tế và giáo dục của Giáo hội tại miền Nam bị tịch thu và đóng cửa. Khâm sứ Tòa Thánh bị trục xuất, nhiều giáo sĩ bị đưa đi thẩm vấn, học tập cải tạo cho đến cuối thập niên 1980, trong khi việc truyền chức, thuyên chuyển linh mục và giám mục gặp nhiều trở ngại. Nhiều xung đột mang tính cách chính trị và tôn giáo diễn ra căng thẳng trong giai đoạn 1975 đến năm 1990. Các chủng viện dần được mở lại trong thập niên 1980, trong khi vấn đề nhân sự giáo sĩ cấp giám mục là vấn đề gây tranh cãi giữa chính quyền và giáo hội. Trong thập niên 1980, các giám mục Việt Nam được chính quyền cho phép tham dự các Thượng Hội đồng Giám mục Thế giới, các chuyến viếng thăm nghĩa vụ Ad Limina.
Trong dòng lịch sử của Giáo hội Công giáo tại Việt Nam, giai đoạn lịch sử Giáo hội Công giáo 1975 đến năm 1990 kết thúc bằng sự qua đời của Hồng y, Tổng giám mục Hà Nội Giuse Maria Trịnh Văn Căn. Đối với chính quyền Việt Nam, sự thay đổi trong quan điểm và cách quản lý tôn giáo qua Nghị quyết số 24 của Bộ Chính trị năm 1990 đã đánh dấu một bước ngoặt mới trong công tác tôn giáo nói chung và Giáo hội Công giáo nói riêng, tiến đến việc mở đường cho các buổi tiếp xúc, gặp gỡ và trao đổi công việc với các quan chức Tòa Thánh kể từ năm 1991.

## Sinh hoạt tôn giáo trong năm 1975

### Công giáo miền Nam trước sự kiện 30 tháng 4 năm 1975

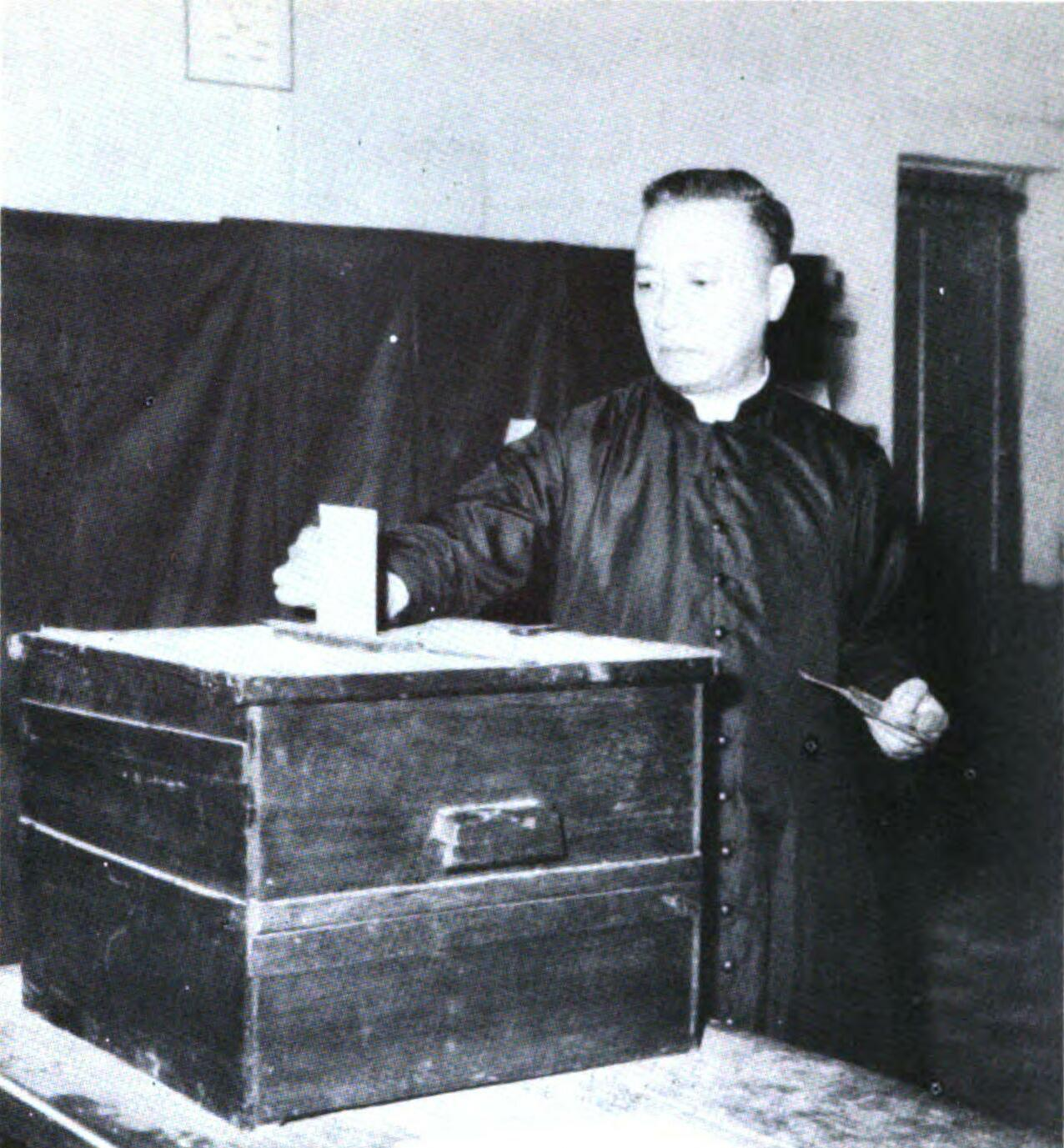
Tổng giám mục Nguyễn Văn Bình, trưởng Giáo tỉnh Sài Gòn, ảnh chụp ngày 11 tháng 9 năm 1966

Ngày 10 tháng 3 năm 1975, Tòa Thánh thông báo Giáo hoàng Phaolô VI bổ nhiệm Tổng giám mục Sài Gòn Phaolô Nguyễn Văn Bình làm thành viên Bộ Tuyên Thánh, trực thuộc Giáo triều Rôma. Trong tình cảnh chiến sự vào tháng 3 năm 1975, nhiều tin tức [không chính xác] về tình hình của các giáo sĩ được đưa ra. Tờ Quan sát viên Rôma ngày 18 tháng 3 xác nhận Linh mục Giuse Trịnh Chính Trực đã bị giết, hai giám mục Phêrô Nguyễn Huy Mai và Phaolô Nguyễn Văn Hòa không rõ tung tích. Ngày 19 tháng 3 năm 1975, Tòa Thánh chỉ định Giám mục Nicôla Huỳnh Văn Nghi làm Giám quản Tông Tòa Giáo phận Phan Thiết mới thành lập. Ngày 6 tháng 4 năm 1975, nguồn tin từ Linh mục Raymond de Jaegher được công bố trên báo National Catholic Register khẳng định hai giám mục Nguyễn Huy Mai, Nguyễn Văn Hòa, cùng 11 linh mục đã bị hành quyết. Ngày 14 tháng 4, phát ngôn viên Tòa Thánh, Federico Alessandrini cho biết chưa thể kiểm chứng tin tức kể trên từ Tòa Khâm sứ, dù Linh mục Jaegher khẳng định ông có nguồn tin trực tiếp có hiểu biết về vụ việc.
Tổng giám mục Tổng giáo phận Huế Philípphê Nguyễn Kim Điền đã cho phổ biến thư mục vụ bày tỏ lòng vui mừng về việc kết thúc chiến tranh trước đó vào ngày 1 tháng 4, sau khi quân giải phóng chiếm thành công Thành phố Huế trước đó vào ngày 26 tháng 3 năm 1975. Tổng giám mục Điền cũng đã tham dự lễ ra mắt Uỷ ban Mặt trận Dân tộc Giải phóng Thành phố Huế vào ngày 9 tháng 4, và phát biểu bày tỏ tin tưởng Mặt trận đảm bảo các quyền tự do, trong đó có quyền tự do tôn giáo. Trả lời phỏng vấn của kênh truyền thông AFP của Pháp vào ngày 3 tháng 4 năm 1975, Tổng giám mục Phaolô Nguyễn Văn Bình khẳng định các giám mục trong Hội đồng Giám mục [miền Nam] Việt Nam đã nhất trí ở lại giáo phận của mình, cũng như hàng giáo phẩm Công giáo không tổ chức di tản các giáo dân. Nhiều tin đồn về việc các giáo sĩ quyết định tổ chức di cư đã nổ ra, tuy nhiên các tin này đã bị Tổng giám mục Nguyễn Văn Bình bác bỏ vào ngày 8 tháng 4 cùng năm. Trong thư cùng ngày, Tòa Tổng giám mục cũng xác định Giáo hội không có chủ trương vũ trang hóa các giáo xứ hay thành lập các đạo quân riêng, đề nghị các giáo dân tham gia vào công cuộc hòa giải và vãn hồi hòa bình. Tác giả Trần Ngọc Báu nhận định rằng hai Tòa Tổng giám mục Huế và Sài Gòn đã góp công ổn định tình hình và trấn an các giáo dân Công giáo trong những ngày cuối của cuộc chiến nhằm hạn chế việc đổ máu.
Về phía giáo dân Công giáo, trong bức thư đợt I gồm 102 chữ ký của nhiều thành phần giáo dân đề ngày 19 tháng 4 năm 1975 với tên gọi Tuyên ngôn về vấn đề di cư ra nước ngoài, họ tỏ ý lo ngại về ý đồ của Hoa Kỳ nhằm lặp lại cuộc di cư năm 1954. Họ khẳng định quê hương duy nhất của người Việt Nam là nước Việt Nam, lên án các mưu đồ di cư của Hoa Kỳ mang ý định chính trị, hưởng ứng Thư Chung của Tòa Tổng giám mục Sài Gòn ngày 8 tháng 4, và tiếp tục ở lại Việt Nam để đóng góp vào việc hòa giải dân tộc. Nhiều giáo sĩ và tu sĩ du học ngoại quốc đã trở về miền Nam Việt Nam trước cuối tháng 4 năm 1975. Trong tháng 4 năm 1975, Tổng giám mục Nguyễn Văn Bình năm lần yêu cầu Giám mục Phanxicô Xaviê Nguyễn Văn Thuận, giám mục Nha Trang làm Tổng giám mục phó Tổng giáo phận Sài Gòn. Tòa Khâm sứ chuyển lời và Tòa Thánh đã bổ nhiệm tân tổng giám mục phó ngày 24 tháng 4. Việc nhân sự được giữ kín, cá nhân Tổng giám mục Bình trả lời các linh mục Việt Nam hồi hương từ Rôma ngày 13 tháng 4 rằng đã xin Tổng giám mục phó nhưng vị này chưa về đến Sài Gòn. Trước đó, vào năm 1974, trong hoàn cảnh tuyệt vọng về chính trị và do Tổng giám mục Bình chủ trương xa cách với chính quyền của mình, Nguyễn Văn Thiệu vận động Tòa Thánh đưa Giám mục Thuận đến Tổng giáo phận Sài Gòn. Việc vận động của Tổng thống Thiệu bất thành. Việc vận động kể trên được xác minh qua văn bản NT 1/4-LM10/12 được tìm thấy tại Bộ Tư lệnh Cảnh sát Quốc gia Việt Nam Cộng hòa, tiết lộ rằng Giám mục Phanxicô Xaviê Trần Thanh Khâm loan tin việc vận động thất bại. Tại giáo phận Kon Tum, Tòa giám mục đã thực hiện việc đốt tất cả các tài liệu quý của mình vào ngày 28 tháng 4, hơn một tháng sau khi địa phương này được đặt dưới sự quản lý của chính quyền mới.

### Sau sự kiện ngày 30 tháng 4 năm 1975
Giáo hội Công giáo tại miền Nam Việt Nam bàng hoàng trước việc thống nhất Việt Nam. Trước và trong ngày 30 tháng 4 năm 1975 kết thúc chiến tranh Việt Nam, tâm trạng chung trong cộng đồng người Công giáo được ghi nhận là sợ hãi và hoang mang. Nhiều quan điểm cho rằng sẽ có một "cuộc tắm máu" và nhiều thông tin về các giáo sĩ, tu sĩ và giáo dân gốc di cư và trong vùng quân giải phóng quản lý. Nhiều tín đồ Công giáo quyết định di tản đến các quốc gia có Công giáo nhằm duy trì đời sống tôn giáo của họ. Theo bài viết trên trang Uỷ ban Đoàn kết Công giáo Việt Nam, tác giả Nguyễn Văn Thuyên cho biết đa số các giáo sĩ, tu sĩ và giáo dân tự nguyện không di tản. Theo số liệu trong cùng bài viết, [vào thời điểm đó], Giáo hội Công giáo tại Việt Nam Cộng hòa có 25 giám mục (trong số đó, 15 giám mục đương nhiệm), khoảng 2.000 linh mục và gần 7.500 tu sĩ. Cá nhân ông Phan Minh Tánh, trưởng Ban Dân vận Trung ương đã phát biểu vào năm 1988 rằng sau năm 1975, không hề có "trả thù" và "tắm máu" như tuyên truyền, chỉ có xây dựng, thương yêu, đoàn kết. Ông cho rằng đây là một điều hiếm có đối với một nước chiến thắng đối với các cá nhân, tổ chức, đặc biệt là tổ chức tôn giáo có dính máu với đối phương.

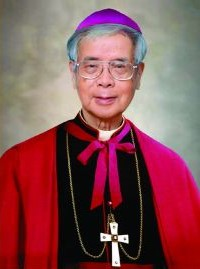
Giám mục Bùi Tuần được truyền chức giám mục vào ngày 30 tháng 4 năm 1975

Riêng tại Tổng giáo phận Sài Gòn vào thời điểm ngày 30 tháng 4 năm 1975, theo ông Vũ Sinh Hiên, các "chiếc áo chùng thâm" (chỉ các giáo sĩ và tu sĩ Công giáo) đều thủ kỹ trong nhà thờ, nhà xứ, nhà dòng. Dấu mốc lịch sử này đã khiến giới tu sĩ Công giáo trở thành một nhóm người "lạ mặt khả nghi", bởi trong khi giới tu sĩ phổ biến ở miền Nam thì tại miền Bắc lại không phổ biến. Riêng Tổng giám mục Nguyễn Văn Bình phát hành thư chung gửi giáo sĩ và giáo dân, trong đó cho biết việc chiến tranh chấm dứt, hòa bình lập lại và niềm vui chung cho cả dân tộc và là "hồng ân của Thiên Chúa". Bốn mươi năm sau sự kiện ngày 30 tháng 4 năm 1975, Giám mục Gioan Baotixita Bùi Tuần thừa nhận sự kiện này "là một thử thách lớn đối với đức tin" cho những tín đồ Công giáo Việt Nam. Giám mục Bùi Tuần, trong lễ truyền chức giám mục cho chính mình vào ngày 30 tháng 4 năm 1975, đã bị lực lượng quân đội cách mạng tiến vào nhà thờ, yêu cầu giam giữ và tử hình. Bản thân Giám mục Bùi Tuần đã đứng trước họng súng. Với việc nghi ngờ tân giám mục do CIA cài cắm ở lại Việt Nam, Bùi Tuần bị thẩm vấn. Nhờ các bản ghi chép, việc thẩm vấn trở nên dịu nhẹ hơn khi nhóm quân nhân biết rằng Giám mục Tuần kêu gọi giáo dân không cộng tác với người nước ngoài, vận động người dân và binh sĩ Việt Nam Cộng hòa ra đầu thú cũng như ủng hộ chính quyền cách mạng. Bản thân tân giám mục còn là người cắm cờ của Mặt trận Dân tộc Giải phóng miền Nam Việt Nam trên mái nhà thờ.
Theo Phó Giáo sư, Tiến sĩ Nguyễn Hồng Dương, dẫu số lượng giáo dân di tản sau năm 1975 là ít, nhưng tinh thần của các giáo hội địa phương tại miền Bắc vẫn chưa có nhiều chuyển biến do chưa tiếp cận được tinh thần của Công đồng Vatican II. Theo Linh mục Giuse Lê Công Đức, PSS, viết trên trang Hội đồng Giám mục Việt Nam, sau năm 1975 hàng trăm nghìn người đã di tản ra khỏi Việt Nam, trong đó tỉ lệ người Công giáo là đáng kể đến. PGS. TS Đỗ Quang Hưng cho biết làn sóng di tản (về sau gọi là thuyền nhân) bao gồm khoảng 130.000 tín đồ Công giáo, trong đó có hàng trăm linh mục và tu sĩ. Trang tin Truyền giáo Việt Nam tại Á Châu cho rằng con số giáo dân di tản là nửa triệu người. Khác với năm 1954, không có bất kỳ giám mục nào quyết định di tản sau dấu mốc lịch sử ngày 30 tháng 4 năm 1975, vì khác với quan điểm trước đó của Giáo hoàng Piô XI về chủ nghĩa Cộng sản, các giám mục của thập niên 1970 và 1980 tin rằng họ có khả năng phục vụ giáo hội dưới sự cai trị của chế độ Cộng sản. Giáo hội Công giáo phải chuyển mình trở thành một tổ chức phục vụ [xã hội] và thông qua đàm phán để thay đổi cách nhìn nhận về Giáo hội. Giáo hội Công giáo tại Việt Nam đã phát triển giữa những thách thức và áp lực chính trị sau năm 1975.
Tân Giám mục Nguyễn Sơn Lâm, trước khi rời Sài Gòn, đã thảo luận với Bề trên Cả Hội linh mục Xuân Bích là Linh mục Bouchaud, cùng với Linh mục Thanh Lãng rằng Tòa Thánh cần thay thế Khâm sứ Henri Lemaitre để tránh dính vào các đường lối chính trị gây hại cho Giáo hội Công giáo tại Việt Nam. Trang tin Truyền giáo Việt Nam tại Á Châu nhận định Nhà nước Việt Nam đã cho tổ chức nhóm linh mục quốc doanh để hỗ trợ các chính sách của Đảng, thông qua tờ báo Công Giáo và Dân Tộc. Nhóm này được nhận định đã góp phần đuổi Khâm sứ Tòa Thánh Henri Lemaître ra khỏi Việt Nam, cũng như trong việc giam giữ Tổng giám mục phó Sài Gòn Phanxicô Xaviê Nguyễn Văn Thuận.  Theo Linh mục Giuse Nguyễn Công Đoan, S.J., nhóm người này nắm áo và đuổi Khâm sứ ra đường, chiếm giữ Tòa Khâm sứ và tung tin rằng họ bị giam giữ tại đây. Các giáo dân đến giải cứu bị công an ngăn chặn. Khâm sứ chính thức bị trục xuất ngày 8 tháng 6 năm 1975 vì lý do lòng dân không muốn. Uỷ ban Mặt trận Dân tộc Giải phóng Sài Gòn - Gia Định đã gặp mặt 250 giáo sĩ, tu sĩ Công giáo tại Đại chủng viện Thánh Giuse Sài Gòn vào ngày 21 tháng 6. Uỷ ban tái khẳng định chính sách tự do tín ngưỡng và kêu gọi bảo vệ, xây dựng chính quyền. Ngày 30 tháng 6, báo Nhân Dân đưa tin hai tân giám mục được tấn phong, là các giám mục Đa Minh Lê Hữu Cung và Phêrô Phạm Tần.
Sau sự kiện thống nhất Việt Nam, bản thân Giáo hội Công giáo tại Việt Nam lần đầu tiên phải tự lực, khi các nhà truyền giáo ngoại quốc rời khỏi Việt Nam hoặc bị trục xuất. Giám mục Kon Tum Paul Seitz Kim cũng bị trục xuất và phải rời khỏi Nam Việt Nam trên một chuyến bay do chính phủ Pháp cung cấp, cùng với các giáo sĩ khác. Ông cho rằng chiến lược "Việt Nam hóa Giáo hội" đang được tiến hành, và tại Kon Tum, không có bất kỳ một người ngoại quốc nào đang hiện diện. Viện trưởng Giáo hoàng Học viện Thánh Piô X Đà Lạt là Linh mục Dòng Tên Jose Diego bị trục xuất cùng với 12 linh mục Dòng Tên khác, 4 nhà truyền giáo dòng Salêdiêng Don Bosco, 1 linh mục Dòng Phanxicô người Pháp và 1 linh mục của Hội Truyền giáo Paris ngày 3 tháng 9 năm 1975. Trả lời NC News tại Rôma, Linh mục Diego cung cấp góc nhìn của ông về tình trạng tại miền Nam Việt Nam: Tình trạng quản chế nghiêm ngặt Tổng giám mục Nguyễn Văn Thuận; sử dụng các lớp chính trị để tấn công tôn giáo cách trực diện; yêu cầu danh sách tân linh mục để chấp thuận trước truyền chức tại hai giáo phận; theo dõi giáo đồ Công giáo tham dự lễ Chúa Nhật và không cho cử hành lễ ngày thường; hạn chế việc đi lại của giáo sĩ và tu sĩ; phân biệt trong tuyển dụng với người Công giáo. Trường hợp của Tổng giám mục Thuận, chính phủ cho biết họ đã yêu cầu ông từ chức, và do ông từ chối, họ [quyết định] hạn chế các hoạt động của ông. Linh mục Champoux người Canada cũng cho biết mật thám của chính quyền tham dự mọi thánh lễ tại Đà Lạt để báo cáo về các tín đồ tham dự.
Sau khi chiến tranh Việt Nam chấm dứt năm 1975, linh địa Đức Mẹ La Vang, trung tâm hành hương Công giáo toàn quốc từ năm 1961, bị quân đội chiếm đóng trong khoảng một năm. Trong hoàn cảnh này, việc hành hương thường niên năm 1975 cùng các cuộc hành hương thường lệ khác vẫn được tổ chức. Riêng tại Tổng giáo phận Sài Gòn, sau sự kiện lịch sử năm 1975, tháng 5 và tháng 11 cùng năm, Tổng giám mục Nguyễn Văn Bình khuyến khích người Công giáo trở nên hân hoan vì nền hòa bình vừa được tái lập, cũng như nỗ lực hòa nhập vào khối đoàn kết dân tộc. Việc bổ nhiệm tân Tổng giám mục phó Nguyễn Văn Thuận được chính thức công bố ngày 12 tháng 5, trong khi vị tân chức trú tại Nhà thờ Xóm Chiếu chờ sắp xếp chỗ ở tại Tòa Tổng giám mục Sài Gòn. Chính quyền phản đối tin bổ nhiệm này. Tổng giám mục Thuận bị đưa ra khỏi Sài Gòn ngày 15 tháng 8 năm 1975. Hai vị tổng giám mục của Sài Gòn, Tổng giám mục Nguyễn Văn Bình và Tổng giám mục phó Nguyễn Văn Thuận đến Dinh Độc Lập, sau đó bị tách vào các phòng riêng biệt. Cùng trong tối cùng ngày, công an đến bắt Tổng giám mục Thuận đến quản thúc tại giáo xứ Cây Vông, huyện Diên Khánh, tỉnh Khánh Hòa. Tổng giám mục Bình trình bày hoàn cảnh này trong thư đề ngày 18 tháng 8, xác nhận Uỷ ban Quân quản đã chuyển Tổng giám mục Thuận đến Nha Trang. Cá nhân tổng giám mục kêu gọi giáo dân bình tĩnh và chấp nhận quyết định của chính quyền.
Linh mục Michael Pomedli có chuyến viếng thăm 10 ngày đến miền Bắc Việt Nam, theo lời mời của Uỷ ban Người Công giáo Hà Nội. Bài viết của Linh mục Pomedli được đăng tải vào ngày 18 tháng 7 năm 1975. Linh mục này tường thuật Tổng giám mục phó Hà Nội Giuse Maria Trịnh Văn Căn cho biết không có đàn áp Công giáo, không có việc tấn công xúc phạm tôn giáo trên đài radio và báo chí và ông ghi nhận lòng chân thành của chính quyền cai trị với lòng khoan dung. Tổng giám mục phó Căn cũng được trích dẫn rằng mọi người ở Bắc Việt Nam có đủ lương thực, quần áo và nơi cư trú. Giám mục Hải Phòng Phêrô Maria Khuất Văn Tạo nhắn nhủ các giáo dân hoàn thành phần việc của mình sau khi hòa bình tái lập, và Giám mục Hưng Hóa Phêrô Maria Nguyễn Huy Quang tuyên bố rằng [giáo dân] sẽ đoàn kết với mọi người để nghiêm túc hoàn thành mục tiêu quốc gia năm 1975.

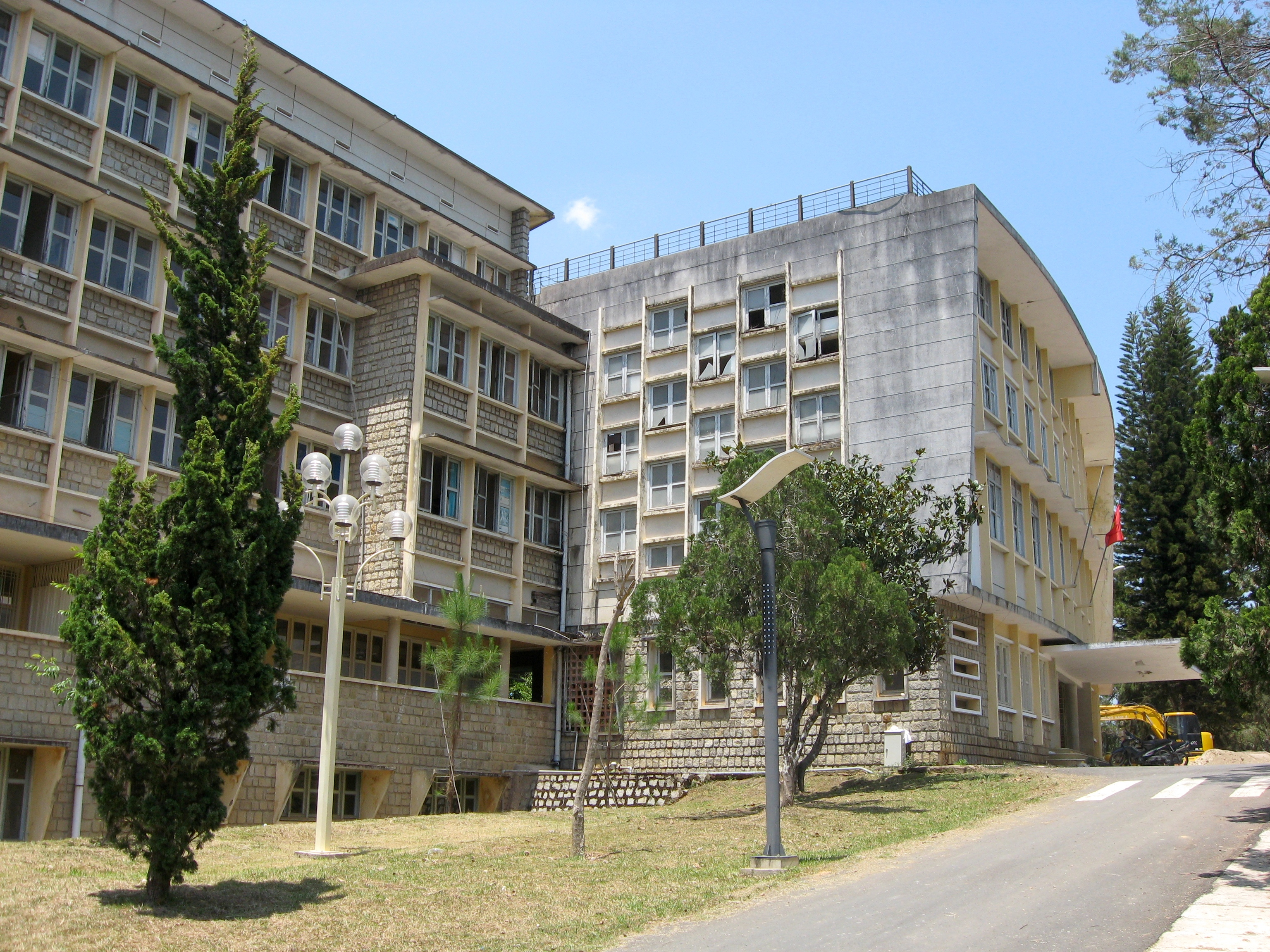
Cơ sở từng thuộc Giáo hoàng Học viện Thánh Piô X Đà Lạt

Hai mươi ba giám mục Việt Nam đã gặp mặt và ra thông cáo chung vào ngày 20 tháng 12 năm 1975. Các giám mục, linh mục và giáo dân đã tìm hiểu về các chủ đề: các tương quan trong xã hội mới, nghiên cứu nội bộ miền Nam và tìm hiểu việc huấn luyện các tín đồ. Theo thông tin từ nguồn sách của Trần Anh Dũng, 21 giám mục thuộc hai giáo tỉnh [miền Nam] đã tham dự phiên họp này. Đây là lần đầu tiên các giám mục Công giáo tại Việt Nam họp sau khi kết thúc chiến tranh, với các phiên họp từ ngày 15 đến ngày 20 tháng 12, được tổ chức tại Sài Gòn. Cũng theo tường thuật của Linh mục Vũ Khởi Phụng, 21 giám mục tại miền Nam tề tựu đông đủ, chỉ thiếu giám mục Giáo phận Mỹ Tho vì lý do sức khỏe. Các giám mục đã gặp gỡ và bàn thảo nhiều vấn đề với các đại diện chính quyền cách mạng, trong đó có các vấn đề về hòa hợp và hòa giải dân tộc và chính sách tôn giáo. Sau hội nghị, một thông cáo được ban hành, một điện văn gửi đến Giáo hoàng Phaolô VI và một điện văn khác gửi đến Tổng giám mục Hà Nội Giuse Maria Trịnh Như Khuê bày tỏ tâm tình đoàn tụ với Giáo hội Công giáo tại miền Bắc Việt Nam.

### Về mặt nhân sự giám mục quản lý các giáo phận
Theo Giám mục Paul Seitz Kim viết trong sách Le temps des chiens muets (Thời điểm của những con chó câm), từ khoảng năm 1972, lo ngại tình hình tương tự Giáo hội Công giáo tại Trung Quốc, Tòa Thánh đã chuẩn thuận cho các giám mục đặc quyền để chọn giám mục kế vị. Bản thân Giám mục Kim, khi chọn giám mục kế vị, đã đưa thư ủy quyền của Tòa Thánh cho vị tân giám mục. Bản dịch sách trên ghi nhận vị kế vị nhận chức giám mục phụ tá với quyền kế vị. Giám mục Giáo phận Đà Lạt Bartôlômêô Nguyễn Sơn Lâm cũng từng nhắc đến năng quyền chọn và phong giám mục phó trong thư gửi các linh mục vào tháng 6 năm 1975. Không có giám mục phó nào được bổ nhiệm tại giáo phận Đà Lạt cho đến năm 1991.
Theo Trần Anh Dũng, trong tình hình chiến sự, Tòa Thánh bổ nhiệm và tấn phong các giám mục phó với quyền kế vị để đáp ứng nhu cầu mục vụ. Giáo hội Công giáo Việt Nam có 12 tân giám mục được bổ nhiệm trong năm 1975, và tổng cộng có 13 tân giám mục được cử hành nghi lễ tấn phong trong cùng năm. Song song với việc bổ nhiệm, trong cùng năm 1975, không có giám mục Việt Nam nào qua đời. Ngoài các tân giám mục, Tòa Thánh còn thuyên chuyển một số giám mục Công giáo tại Việt Nam và thiết lập tân Giáo phận Phan Thiết vào ngày 30 tháng 1 năm 1975. Tân giáo phận được phân tách từ Giáo phận Nha Trang, được đặt trực thuộc Giáo tỉnh Sài Gòn. Thông tin này chính thức được công bố ngày 15 tháng 2 và Tòa Thánh đã đưa ra lý do phân tách là vì Giáo phận Nha Trang có địa bàn rộng lớn và sự khác biệt giữa các sắc dân thuộc giáo phận [cũ]. Giám mục Tiên khởi Phan Thiết Nguyễn Văn Hòa sau đó lại được thuyên chuyển đến Giáo phận Nha Trang, thay Giám mục Phanxicô Xaviê Nguyễn Văn Thuận được thăng Tổng giám mục phó Tổng giáo phận Sài Gòn vào ngày 24 tháng 4 năm 1975. Lễ bàn giao giữa Giám mục Hòa và Tổng giám mục Thuận diễn ra vào ngày 7 tháng 5, và Tổng giám mục Thuận đến Sài Gòn một ngày sau đó. Báo Catholic Advocate số ra ngày 4 tháng 9 cùng năm đề cập đến thông tin Giám mục Phêrô Maria Phạm Ngọc Chi đã bị quân đội Cộng sản sát hại.
Trong suốt lịch sử Giáo hội Công giáo tại Việt Nam kể từ năm 1933 khi có giám mục bản xứ đầu tiên, năm 1975 vẫn là năm có nhiều tân giám mục nhất, tính đến hết năm 2024. Số lượng tân giám mục tính riêng trong năm này cũng đã vượt tổng số tân giám mục người Việt Nam trong giai đoạn 10 năm liền trước (từ năm 1965 đến hết năm 1974). Viết trong sách Dấu ấn 50 năm Hàng Giáo phẩm Việt Nam, tác giả Nguyễn Đình Đầu cho rằng đây là năm có nhiều giám mục nhất trong suốt 350 năm lịch sử Công giáo tại Việt Nam. Các tân giám mục được bổ nhiệm vào năm 1975 đều ở tuổi đời rất trẻ, trong khoảng từ 39 tuổi đến 56 tuổi, trừ tân giám mục Lê Hữu Cung của giáo phận Bùi Chu.
Các giám mục người Việt Nam được bổ nhiệm vào năm 1975, với ngày bổ nhiệm từ GCatholic
- Ngày 30 tháng 1, tân Giám mục giáo phận Đà Lạt Bartôlômêô Nguyễn Sơn Lâm, sinh ngày 13 tháng 8 năm 1929 (45 tuổi)[60] và tân giám mục Tiên khởi giáo phận Phan Thiết Phaolô Nguyễn Văn Hòa, sinh ngày 20 tháng 7 năm 1931 (43 tuổi).[61][62]
- Ngày 27 tháng 3, tân Giám mục phó giáo phận Ban Mê Thuột Alexis Phạm Văn Lộc, sinh ngày 17 tháng 3 năm 1919 (56 tuổi).[63][64] Giám mục Lộc đã kế vị giám mục chính tòa vào tháng 10 năm 1975.[65]
- Ngày 15 tháng 4, tân Giám mục phó giáo phận Long Xuyên Gioan Baotixita Bùi Tuần, sinh ngày 21 tháng 1 năm 1927 (48 tuổi).[66] Thông tin này chính thức được công bố ngày 21 tháng 4.[67]
- Ngày 28 tháng 4, tân Giám mục giáo phận Bùi Chu Đa Minh Lê Hữu Cung, sinh ngày 12 tháng 3 năm 1898 (77 tuổi).[68]
- Ngày 7 tháng 5, tân Giám mục phó/phụ tá giáo phận Bắc Ninh Đa Minh Đinh Huy Quảng, sinh ngày 15 tháng 3 năm 1921 (54 tuổi)[69] và tân Giám mục phó giáo phận Cần Thơ Emmanuel Lê Phong Thuận, sinh ngày 02 tháng 12 năm 1930 (44 tuổi).[70]
- Ngày 06 tháng 6, tân Giám mục phó giáo phận Đà Nẵng Phanxicô Xaviê Nguyễn Quang Sách, sinh ngày 25 tháng 5 năm 1925 (50 tuổi)[71] và tân Giám mục phó giáo phận Mỹ Tho Anrê Nguyễn Văn Nam, sinh ngày 22 tháng 2 năm 1922 (53 tuổi).[72]
- Ngày 16 tháng 7, tân Giám mục phó giáo phận Xuân Lộc Phaolô Maria Nguyễn Minh Nhật, sinh ngày 12 tháng 9 năm 1926 (48 tuổi).[73]
- Ngày 15 tháng 8, tân Giám mục phó giáo phận Vĩnh Long Raphael Nguyễn Văn Diệp, sinh ngày 20 tháng 10 năm 1926 (48 tuổi).[74]
- Ngày 7 tháng 9, tân Tổng giám mục phó Tổng giáo phận Huế Stêphanô Nguyễn Như Thể, sinh ngày 1 tháng 12 năm 1935 (39 tuổi).[75]

Giáo hội Công giáo tại Việt Nam trong năm 1975 còn có sự thuyên chuyển các giám mục đương nhiệm
- Ngày 19 tháng 3, thuyên chuyển Giám mục Nicôla Huỳnh Văn Nghi, tấn phong năm 1974, phụ tá Tổng giáo phận Sài Gòn kiêm giám quản Tông Tòa Giáo phận Phan Thiết.[76][77]
- Ngày 24 tháng 4, thăng Giám mục Phanxicô Xaviê Nguyễn Văn Thuận, tấn phong năm 1967, giám mục Giáo phận Nha Trang, thăng tổng giám mục phó Tổng giáo phận Sài Gòn.[13]
- Ngày 25 tháng 4, thuyên chuyển Giám mục Phaolô Nguyễn Văn Hòa, tấn phong năm 1975, giám mục Tiên khởi Giáo phận Phan Thiết, làm giám mục chính tòa Giáo phận Nha Trang.[78]

## Giai đoạn 1976–1980

### Tình hình chung

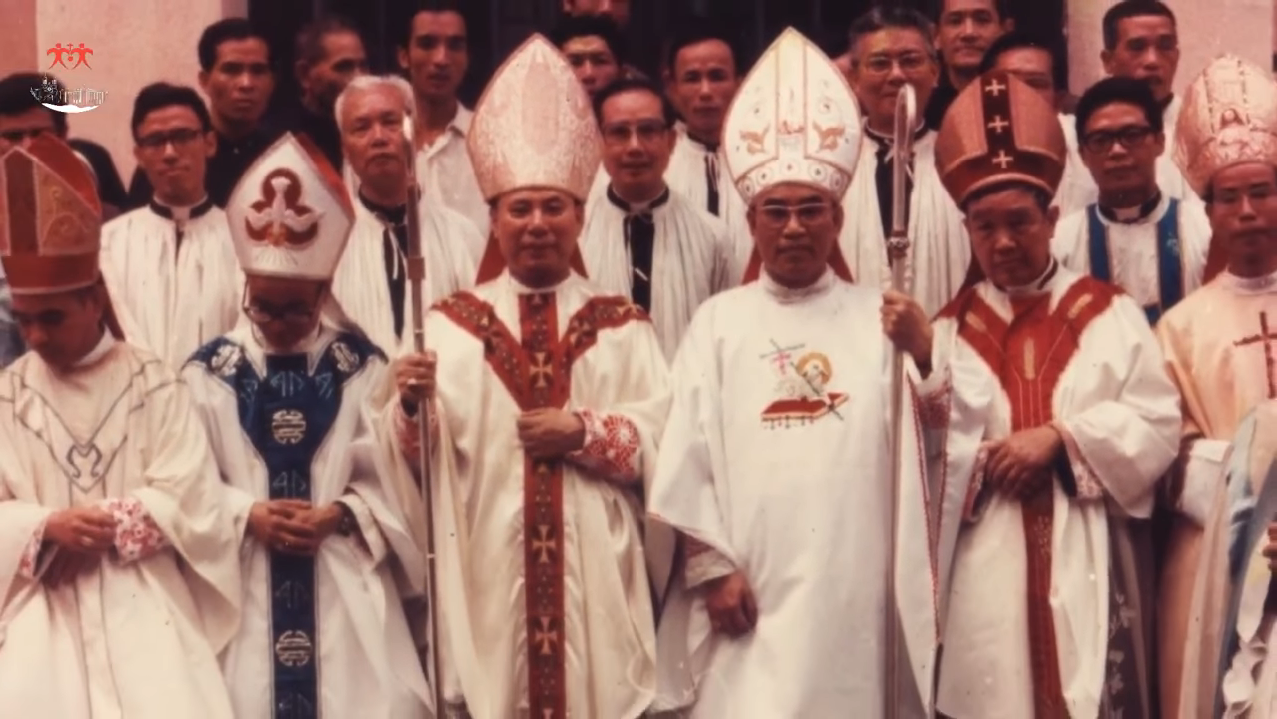
Hồng y Trịnh Văn Căn (hàng đầu, thứ ba từ trái) trong lễ tấn phong tân Giám mục Giuse Maria Nguyễn Tùng Cương

Những năm cuối thập niên 1970 đối với Giáo hội Công giáo Việt Nam là những năm đầy thách thức đối với đời sống của giáo dân Công giáo. Mối quan hệ giữa nhà nước và giáo hội về cơ bản bị đóng băng cho đến năm 1980. Trên thực tế, sau năm 1975, trừ Công giáo và Phật giáo hai miền thống nhất về cơ cấu tổ chức, các tôn giáo khác tại Việt Nam chưa được chính thức công nhận. Phó Giáo sư, Tiến sĩ Nguyễn Hồng Dương đánh giá rằng các quan điểm, chính sách với tôn giáo của Đảng và Nhà nước Việt Nam trong giai đoạn từ năm 1975 đến năm 1990 là còn nhiều bất cập và chưa đột phá. Ông ghi nhận rằng có khuynh hướng xóa bỏ tôn giáo, có khi vi phạm chính sách tôn giáo cách thô bạo. Theo ông Nguyễn Đình Đầu, sau năm 1975, do tư tưởng tôn giáo là thuốc phiện, nhiều sách báo, phim, truyện và tiểu thuyết nhân danh khảo cứu để tấn công tôn giáo vô căn cứ. Ông cũng nhắc đến cuốn sách Tây Dương Gia Tô bí lục phát hành tháng 9 năm 1981. Sau khi tham dự đoàn đại biểu từ miền Nam đến thăm miền Bắc, Linh mục Chân Tín cho bài đăng trên tạp chí Đứng Dậy. Ông bày tỏ quan điểm của giới Công giáo, rằng "Chủ nghĩa Xã hội Mác - Lênin nhìn Thiên Chúa giáo như một ảo tưởng, nên nếu Nhà nước có ban Sắc lệnh tự do tôn giáo, thì đó chỉ là một cái gì đó tạm thời mà thôi."
Trên thực tế, dù hai miền Nam Bắc đã thu về một mối sau năm 1975, Giáo hội Công giáo hai miền Bắc và Nam rất chậm trong việc gặp gỡ và trao đổi thông tin, vì lý do hành chính và lý do giao thông. Đời sống tôn giáo ở hai miền Việt Nam trên thực tế là có nhiều khác biệt. Phân tích về tình hình của Giáo hội Công giáo tại Việt Nam giai đoạn 1975 đến 1985, linh mục người Pháp Jean Mais cho rằng thiếu báo chí tự do và các phong trào đưa Giáo hội vào đời sống đã tạo nguy cơ biến Giáo hội thành một giáo hội của [những] nơi thờ tự và tiếng nói của giáo hội không còn được biết đến ngoài phạm vi giáo hội. Sau tháng 4 năm 1975, tôn giáo nói chung phải tuân theo những quy định của nền kinh tế tập trung, các đoàn thể Công giáo phải tạm ngưng cho đến thời Đổi Mới mới chính thức hoạt động theo thủ bản. Trên thực tế, vai trò của giáo dân miền Nam sau năm 1975 được ghi nhận, thông qua việc quản lý và các nhóm học Kinh Thánh.
Tác giả Lan Chu nhận định việc đàn áp giáo hội Công giáo, sau năm 1975, đã dần lan rộng đến miền Nam, trong khi kinh nghiệm và nguồn lực của giáo hội tại Việt Nam Cộng hòa có khả năng giúp ích cho giáo hội Công giáo tại miền Bắc, dưới quyền quản lý của Việt Nam Dân chủ Cộng hòa. Tuy giáo hội đã thống nhất sau năm 1975, ý thức hệ của hai miền dẫn đến tình trạng chia rẽ trong nội bộ giáo hội, tuy chia rẽ này được giữ ở mức nội bộ, không công khai trong các tuyên bố chính thức. Giáo hội tại miền Nam thiên về đối thoại với Nhà nước, với lý do vận dụng Công đồng Vatican II, trong khi Giáo hội tại miền Bắc phản đối đối thoại với Nhà nước, cũng theo tác giả Lan Chu. Sau năm 1975, Giáo hội Công giáo tại Việt Nam không ủng hộ nhưng cũng không tham gia về mặt chính trị để chống lại chính quyền. Thái độ cộng tác với chính quyền mới của Tổng giám mục Nguyễn Văn Bình gây sốc cho nhiều người, vì đại đa số giáo dân Công giáo miền Nam cho rằng chủ nghĩa Cộng sản là mối đe dọa cho nhân loại. Tuy mong muốn của hàng giáo phẩm và cộng tác cùng chính quyền, trở thành một tổ chức xã hội, chính quyền Việt Nam, theo Thao Nguyen, vẫn tiến hành đàn áp giáo hội. Tác giả cho rằng thái độ cộng tác này đã giúp giáo hội tồn tại, trong khi hàng giáo phẩm cũng tránh việc biến Giáo hội Công giáo tại Việt Nam trở thành một giáo hội yêu nước.
Viết trong sách Dấu ấn 50 năm Hàng Giáo phẩm Việt Nam, tác giả Nguyễn Đình Đầu công bố rằng Hội đồng Giám mục Việt Nam tại miền Nam Việt Nam trước năm 1975, trong giai đoạn từ 1975 đến 1980 đã đổi tên thành Hội đồng Giám mục Miền Nam Việt Nam. Hội đồng Giám mục [Miền Nam] Việt Nam công bố Thư Mục vụ vào ngày 16 tháng 7 năm 1976, viết rằng “Người Công giáo kề vai chung sức với mọi người để xây dựng đất nước và làm những gì đem lại lợi ích chung cho cộng đồng dân tộc mà không nghịch với đức tin và lương tâm Kitô giáo”. Lá thư của Hội đồng Giám mục khẳng định Giáo hội Công giáo không có ý thành lập một tổ chức chính trị như nhiều suy đoán. Theo tác giả Nguyễn Văn Thuyên, trong các cuộc gặp với Thủ tướng Phạm Văn Đồng trong năm 1976 với Tổng giám mục Điền (1 tháng 9); Tổng giám mục Bình và Giám mục Nguyễn Ngọc Quang (22 tháng 9), các giám mục bày tỏ lòng tin tưởng chính phủ và "hứa làm cho giáo dân cộng tác" với người dân trong việc xây dựng và phát triển đất nước. Tác giả Nguyễn Văn Thuyên, viết trên trang Uỷ ban Đoàn kết Công giáo Việt Nam cho biết qua việc đọc thư chung của các giám mục năm 1976, ông cho rằng "cách mạng tôn trọng sự tự do của tín hữu". Cũng theo ông, Giáo hội Công giáo đã hiến các trường tư thục để hỗ trợ [Nhà nước] trong việc giáo dục miễn phí cho trẻ em. Ba đại diện từ Việt Nam, Hồng y Trịnh Như Khuệ và Tổng giám mục phó Trịnh Văn Căn của Hà Nội và Tổng giám mục Tổng giáo phận Thành phố Hồ Chí Minh Phaolô Nguyễn Văn Bình đã đến dự Thượng Hội đồng Giám mục Thế giới lần thứ V vào năm 1977. Phát biểu trong khuôn khổ kỳ họp, Tổng giám mục Bình kêu gọi các giám mục có kinh nghiệm hỗ trợ ông giảng dạy giáo lý theo ngôn ngữ Mác. Giáo hoàng Phaolô VI cũng đã tiếp kiến ba giáo sĩ này nhân dịp họ đến Rôma. Các giám mục hai miền Nam Bắc Việt Nam còn có dịp gặp nhau thêm một lần nữa trong cuộc họp tại Thành phố Hồ Chí Minh (tên mới của Sài Gòn) vào năm 1978.
| Thay đổi về số lượng giám mục Công giáo người Việt Nam 1976–1980 | Thay đổi về số lượng giám mục Công giáo người Việt Nam 1976–1980 | Thay đổi về số lượng giám mục Công giáo người Việt Nam 1976–1980 | Thay đổi về số lượng giám mục Công giáo người Việt Nam 1976–1980 |
| Năm                                                              | Bổ nhiệm                                                         | Qua đời                                                          | Nguồn                                                            |
| ---------------------------------------------------------------- | ---------------------------------------------------------------- | ---------------------------------------------------------------- | ---------------------------------------------------------------- |
| 1976                                                             | 4                                                                | 1                                                                | [ 92 ] [ 93 ]                                                    |
| 1977                                                             | 1                                                                | 1                                                                | [ 94 ] [ 95 ]                                                    |
| 1978                                                             | 0                                                                | 2                                                                | [ 96 ] [ 97 ]                                                    |
| 1979                                                             | 4                                                                | 0                                                                | [ 98 ] [ 99 ]                                                    |
| 1980                                                             | 0                                                                | 0                                                                | [ 100 ] [ 101 ]                                                  |
| Tổng số                                                          | 9                                                                | 4                                                                |                                                                  |

Theo Ủy ban Bác Ái Xã hội, Caritas Việt Nam, từ sau năm 1975, việc chọn lựa giám mục thay đổi so với giai đoạn trước, do tác động của các giám mục và các phe nhóm trong giáo phận, kể cả sự can thiệp của chính quyền. Viết trong bản góp ý này, Linh mục Antôn Nguyễn Ngọc Sơn cho rằng thực trạng này không được thừa nhận. Trong giai đoạn từ năm 1976 đến năm 1980, Giáo hội Công giáo Việt Nam có chín tân giám mục được bổ nhiệm, so với con số 12 tân giám mục trong riêng năm 1975. Cũng trong giai đoạn 5 năm này, hai giáo sĩ được phong tước Hồng y. Trong đó, Hồng y đầu tiên đến từ quốc gia này, Tổng giám mục Tổng giáo phận Hà Nội Giuse Maria Trịnh Như Khuê (ban đầu được ban tước vị dưới hình thức mật phong in pectore) vào năm 1976; và hồng y thứ hai, Tổng giám mục Hà Nội Giuse Maria Trịnh Văn Căn (vào năm 1979). Hồng y Trịnh Như Khuê đã tham dự hai mật nghị Hồng y năm 1978, và việc truyền tin tức về cái chết của Giáo hoàng Phaolô VI đến vị hồng y được thừa nhận là gặp khó khăn. Trong giai đoạn này, cũng có các vụ xung đột với chính quyền qua vụ án nhà thờ Vinh Sơn năm 1976 và vụ việc trưng thu 5 dòng tu năm 1978 tại Thủ Đức.

### Nghị quyết 297-NQ/CP và các cơ sở Công giáo
Ngày 11 tháng 11 năm 1977, Chính phủ Việt Nam ban hành nghị quyết mang số 297 về các sinh hoạt tôn giáo, kế thừa Sắc lệnh Tôn giáo 234/SL của Chủ tịch Hồ Chí Minh vào năm 1955. Nghị quyết 297-NQ/CP có một số quy định về tôn giáo tại Việt Nam: hoạt động tôn giáo tại các cơ sở tôn giáo, không gây mất trật tự, trở ngại cho sinh hoạt đời sống và sản xuất của giáo hữu; các giáo sĩ tự do giảng đạo tại các cơ sở, cấm việc tuyên truyền chia rẽ, mê tín, đồng thời có nhiệm vụ giáo dân thực hiện nghĩa vụ công dân, chấp hành các chính sách và pháp luật; Uỷ ban Nhân dân quản lý các nơi thờ tự bị bỏ hoang, không được sử dụng vào các việc xúc phạm tín ngưỡng, tháo dỡ cần sự chấp thuận của Uỷ ban Nhân dân cấp trên và người dân; giáo sĩ được thuyên chuyển, bổ nhiệm, phong chức cần phải được chính quyền chấp nhận; cho phép xuất bản tài liệu tôn giáo, sản xuất các vật dụng thờ cúng. Trên thực tế, thiếu các văn bản hướng dẫn khiến việc thực hiện nghị quyết thiếu thống nhất tại Việt Nam. Tiến sĩ Ngô Xuân Đông, viết trên báo Thanh Tra, nhận định rằng việc thực thi quyền tự do tôn giáo vẫn còn một số hạn chế, việc đào tạo chức sức sắc tôn giáo, in ấn các ấn phẩm tôn giáo còn gặp khó khăn. Ông cho rằng có một số nguyên nhân: đánh giá tôn giáo bằng ý thức hệ, cảnh giác giặc nội và ngoại xâm [trong tôn giáo], [giai đoạn này] là thời kỳ xác lập quan hệ tôn giáo và nhà nước và đánh giá tôn giáo theo góc nhìn chính trị, về đoàn kết dân tộc. Bốn nguyên nhân này làm giảm đi sự đóng góp của các tôn giáo trong xã hội. Ông thừa nhận có giai đoạn hạn chế các cơ sở tôn giáo làm cho tôn giáo mất đi vai trò vốn có trong xã hội.
Sau năm 1975, theo Linh mục Lê Công Đức, Giáo hội Công giáo tại Việt Nam gặp nhiều thử thách, đặc biệt là [các giáo phận] tại miền Nam Việt Nam, đối mặt với việc chuyển đổi chế độ chính trị. Các sinh hoạt tôn giáo trở nên khó khăn: gần như không thể truyền chức, thuyên chuyển, bổ nhiệm các chức sắc; phụng tự Công giáo bị kiểm soát và đình chỉ các sinh hoạt tôn giáo ngoài khuôn viên nhà thờ. Cũng theo linh mục này, Giáo hội Công giáo bị trưng dụng các cơ sở từ thiện, y tế và giáo dục, trong khi các học viện Công giáo cũng như chủng viện bị giải thể. Việc liên lạc với thế giới bên ngoài, kể cả qua các kênh thông tin Giáo hội Công giáo lâm vào tình cảnh bế tắc. Linh mục Đức cho rằng Giáo hội Công giáo Việt Nam "có vẻ như chỉ còn sự tồn tại." Sự thay đổi đột ngột này là đáng sợ đối với cộng đồng Công giáo, vì trước sự kiện ngày 30 tháng 4, Giáo hội Công giáo tại miền Nam có vai trò quan trọng trong cả hai lĩnh vực chính trị và xã hội. Theo tác giả An Dang, các cơ sở tôn giáo đã bị tịch thu hoặc chuyển giao dưới sức ép của chính quyền. Tuy các đoàn thể Công giáo bị giải thể, các tòa giám mục vẫn nguyên vẹn. Theo tác giả Phạm Hồng Lam, các cơ sở dòng tu gồm Dòng Chúa Cứu Thế (Đà Lạt và Nha Trang), Dòng Tên và Dòng Đồng Công (tại Sài Gòn, sau là Thành phố Hồ Chí Minh) và Giáo hoàng Học viện Thánh Piô X Đà Lạt bị chiếm dụng. Việc sinh hoạt tôn giáo gặp khó khăn: các việc xã hội được đưa vào chủ nhật, việc bị gây nhiễu bởi tiếng ồn trong các giờ hành lễ, các hội họp linh mục, giám mục, hành hương và dạy giáo lý phải xin cấp phép. Một số địa phương, công an duyệt trước bài giảng chủ nhật của linh mục và cho người theo dõi bài giảng.
Theo phó tế Phạm Bá Nha, trong khi giai đoạn trước năm 1975, Giáo hội Công giáo tại miền Nam có 16 tiểu chủng viện và một đại chủng viện cho mỗi giáo phận; đến năm 1980, toàn quốc chỉ còn sáu đại chủng viện để tuyển sinh hạn chế hai năm một lần, trong khi các dòng tu không được tuyển các tu sinh gia nhập dòng. Các việc truyền chức linh mục, từ năm 1975 đến năm 1990 là cá biệt, kể từ năm 1990 mới có lại các lễ truyền chức linh mục [tại Miền Nam], trong khi tại miền Bắc là từ năm 1988. Các tu sinh được khuyến cáo hoàn tục, số linh mục giảm mạnh và có người ngoài được cài cắm vào hàng ngũ giáo sĩ, tu sĩ và chủng sinh của Giáo hội.

### Tình hình tại một số giáo phận

#### Giáo tỉnh Hà Nội
- Tổng giáo phận Hà Nội: Tổng giám mục Trịnh Như Khuê được phong tước hồng y theo phương thức mật phong (in pectore),[115][116] trở thành giáo sĩ Vệt Nam đầu tiên nhận tước vị này.[117][gc 13] Trở về Việt Nam, tân hồng y đã có cuộc gặp với Thủ tướng Việt Nam Phạm Văn Đồng.[123] Báo cáo mật từ Rôma thông tin việc thăng tước hồng y đã được thảo luận trước với chính quyền Việt Nam hai năm trước đó; trong khi vì giữ bí mật, tân hồng y không được cho phép mặc phẩm phục đỏ từ trước.[124] Hồng y Trịnh Như Khuê không đồng ý tham gia cùng với các chính trị gia trong các cuộc tuần hành công cộng.[107] Hồng y Khuê được linh mục Dòng Tên người Canada Andre Gelinas đánh giá là có thái độ không khoan nhượng với chính quyền mang tư tưởng Cộng sản.[125] Hồng y Khuê qua đời, Tổng giám mục kế nhiệm Trịnh Văn Căn sau đó được phong tước hồng y vào năm 1979.[126] Trong thời gian tại Rôma vào năm 1985, Hồng y Căn xúc tiến tiến trình tôn phong các thánh tử đạo Việt Nam.[127] Trong suốt thời gian tranh chấp đất đai với chính quyền, trong suốt thập niên 1980, Hồng y Căn bị làm phiền bởi các tiếng nhạc được cố ý cho phát, vì khu Tòa Khâm sứ bị cho xây dựng thành Cung Văn hóa, và được sử dụng làm sàn nhảy với âm nhạc công suất lớn được mở đến hai giờ sáng.[128][129][111][gc 14] Trong các thập niên 1950 đến 1980, Tòa giám mục bị canh gác gắt gao nhằm cản trở giáo dân tiếp tế cho các giáo sĩ và cá nhân Tổng giám mục Khuê bị cấm đi khỏi Tòa giám mục nếu không có phép [từ chính quyền].[128] Tổng giám mục Trịnh Văn Căn đã gửi điện thư đến Trung ương Đảng Cộng sản Việt Nam, tuyên bố sẽ động viên giáo dân Công giáo cùng chiến đấu chống quân đội Trung Quốc, trong chiến tranh biên giới Việt – Trung vào tháng 3 năm 1979.[130]

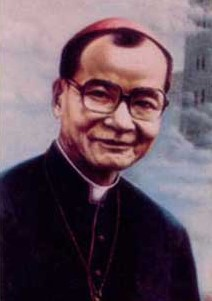
Giám mục Bắc Ninh Phaolô Giuse Phạm Đình Tụng, sau là Hồng y, Tổng giám mục Hà Nội

- Giáo phận Bắc Ninh: Trong gần 30 năm đảm nhận vai trò giám mục Bắc Ninh, Giám mục Phaolô Giuse Phạm Đình Tụng không thể đến thăm các giáo họ và giáo xứ. Ông thường xuyên phải cử hành lễ tại một căn phòng 8 mét vuông. Cũng chính trong căn phòng này, Giám mục Tụng đã truyền chức bí mật cho các linh mục thuộc và không thuộc giáo phận Bắc Ninh, cũng như hai tân giám mục.[131] Tân Giám mục Đa Minh Đinh Huy Quảng được tấn phong giám mục cách bí mật vào ngày 4 tháng 5 năm 1975, sau đó ba ngày bị đưa đi quản thúc và qua đời vào năm 1992. Chức giám mục của ông chỉ được công bố 15 năm sau khi ông qua đời vào năm 2007.[132]

- Giáo phận Lạng Sơn và Cao Bằng: Giám mục tân cử Vinh Sơn Phaolô Phạm Văn Dụ, được bổ nhiệm từ năm 1960, không được cho phép rời khỏi phạm vi 5 km kể từ thị trấn Thất Khê, nơi ông quản nhiệm với tư cách là một linh mục. Do đó, ông được chính thức tấn phong chức giám mục vào năm 1979, khi ông tách khỏi dòng người tị nạn để đến Bắc Ninh. Tuy đã chính thức là giám mục vào năm 1979, chính quyền Việt Nam chỉ công nhận ông là giám mục vào năm 1989 sau khi Hồng y Roger Etchegaray đến làm việc với chính phủ Việt Nam.[133][134] Tổng giám mục Giuse Ngô Quang Kiệt cho rằng do không được công nhận, nên việc tấn phong giám mục cho Giám mục Dụ không thể được thực hiện.[134] Nguồn tin từ sách Thoáng nhìn Giáo hội Công giáo Việt Nam của Trần Anh Dũng cho biết việc công nhận là nhờ thương thảo giữa Việt Nam và Tòa Thánh vào cuối tháng 11 năm 1991.[135]

- Giáo phận Bùi Chu: Tân Giám mục Đa Minh Lê Hữu Cung được bổ nhiệm quản lý giáo phận, ở tuổi 77 vào cuối tháng 4 năm 1975.[68] Các linh mục tại Bùi Chu trong giai đoạn này quản lý từ một đến hai vạn giáo dân. Cả giám mục và các linh mục thường đi bộ, xe đạp hoặc thuyền để cử hành các thánh lễ Công giáo. Giám mục Cung đã đào tạo các chủng sinh cách bí mật, truyền chức 11 tân linh mục vào tháng 6 năm 1976.[136] Ông cũng truyền chức linh mục cách bí mật một lần nữa vào tháng 6 năm 1979.[137] Việc truyền chức linh mục [cho Bùi Chu] còn được trao phó cho các giám mục khác.[138] Ông kêu gọi giáo dân tu trì trở thành linh mục, thu được 400 đơn vào năm 1980. Do tuổi cao, Giám mục Cung đã xin Tòa Thánh bổ nhiệm giám mục phó,[139] và Linh mục Giuse Maria Vũ Duy Nhất, Tổng Đại diện Giáo phận Bùi Chu trở thành giám mục vào tháng 7 năm 1979.[140]

- Giáo phận Phát Diệm: Giám mục Phaolô Bùi Chu Tạo là Giám mục, trong khi Giám mục phó Nguyễn Thiện Khuyến đảm trách chức vụ trong 4 năm, từ năm 1977 đến năm 1981.[141] Do không được đến thăm các giáo xứ, bị quản chế nghiêm ngặt tại Nhà Chung (Tòa giám mục) Phát Diệm và khu vực Lưu Phương, Giám mục Tạo quản lý giáo phận thông qua các bản thư gửi giáo dân, quen gọi là Thư mục vụ. Ngoài các chủ đề về tôn giáo, ông cũng có một số thư về chủ đề chính trị và xã hội: Thư về Quốc Khánh Việt Nam năm 1975, về Quốc hội Việt Nam năm 1976, chống Trung Quốc xâm lược năm 1979, bàn về thực tại trần thế và vai trò người giáo dân năm 1987, về việc cứu đói các năm 1984 và 1988.[142] Giám mục Tạo nhận huân chương Chữ Thập Đỏ do tham gia các hoạt động thiện nguyện do chính phủ tổ chức. Cá nhân Giám mục phó Khuyến có lúc phải quản lý cùng lúc 9 xứ đạo vì tình trạng thiếu linh mục (có giai đoạn ông quản lý 6 xứ đạo).[143]

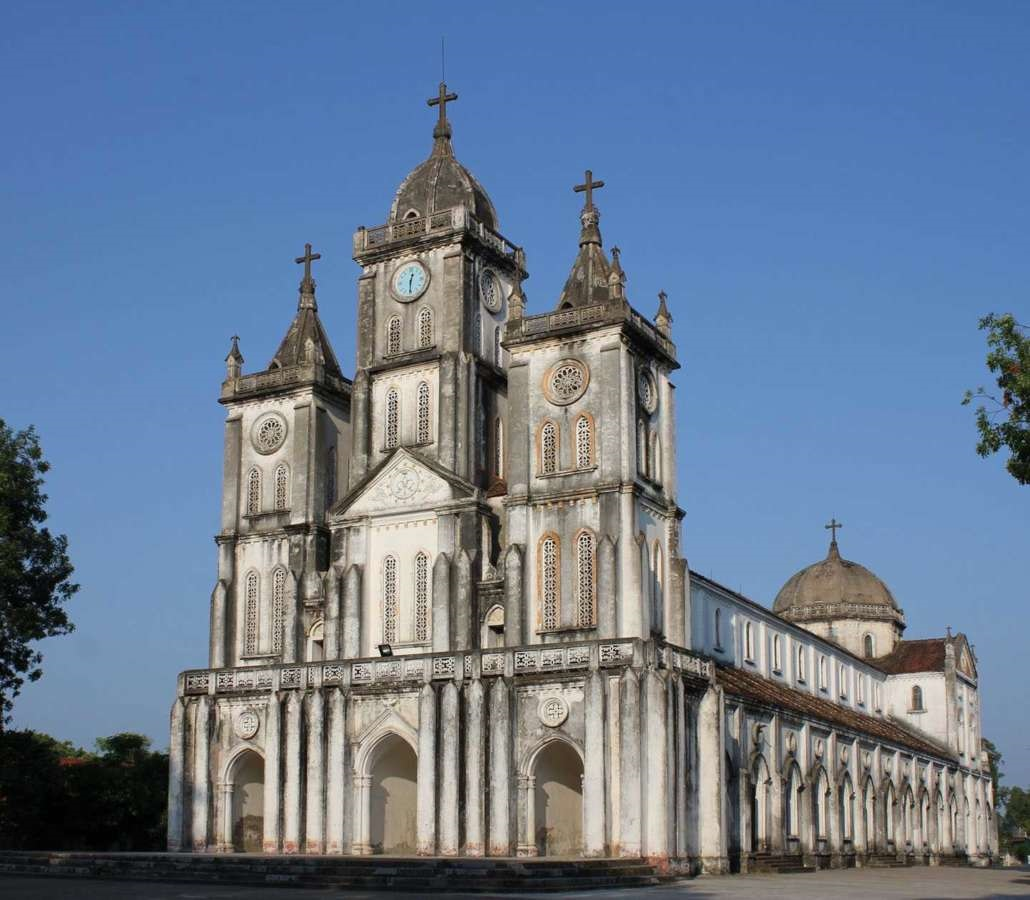
Nhà thờ chính tòa Xã Đoài khánh thành năm 1979, ảnh chụp năm 2021

- Giáo phận Hưng Hóa: Thời kỳ Giám mục Phêrô Nguyễn Huy Quang, kéo dài đến năm 1985 là thời kỳ khó khăn của Giáo phận Hưng Hóa, bản thân giám mục không được thăm các giáo xứ, kể cả giáo xứ quê nhà Bến Thôn (không được cho vào nhà thờ), thiếu linh mục. Nhiều nhà thờ bị phá hủy do chiến tranh và do bị chiếm đoạt làm kho thóc cho các hợp tác xã và trường học. Các trường đào tạo Công giáo bị cho đóng cửa, không cho in và tịch thu các ấn phẩm sách đạo Công giáo. Website Giáo phận Hưng Hóa đánh giá các hoạt động tôn giáo bị chính quyền hạn chế tối đa.[144]

- Giáo phận Thái Bình: Giám mục Đa Minh Đinh Đức Trụ không thể đến thăm giáo dân giáo phận cách chính thức. Do đó, ông thường giả làm tiều phu, ăn xin và người bán lợn để đến thăm giáo dân.[145]

- Giáo phận Hải Phòng và Giáo phận Vinh: Giám mục Phêrô Maria Khuất Văn Tạo đã viết di chúc từ năm 1974, sức khỏe suy yếu, kém minh mẫn và bị tai biến vào năm 1977. Ông qua đời vào tháng 8 năm 1977.[146] Giáo phận sau đó có tân Giám mục Giuse Maria Nguyễn Tùng Cương, tấn phong tháng 2 năm 1979.[147] Cùng bổ nhiệm trong cùng ngày với Giám mục Cương có tân Giám mục giáo phận Vinh Phêrô Gioan Trần Xuân Hạp.[148] Bản thân Giám mục Tân cử Hạp đã thực hiện nghi thức cung hiến Nhà thờ chính tòa Xã Đoài vào ngày 3 tháng 3, trong khi tân giám mục được truyền chức một ngày sau đó.[149]

#### Giáo tỉnh Huế
- Tổng giáo phận Huế: Tổng giám mục Tổng giáo phận Huế Philípphê Nguyễn Kim Điền gấp rút trở về Huế một ngày trước khi thành phố này thay đổi chính quyền.[150] Ông cũng kêu gọi Linh mục Tađêô Nguyễn Văn Lý đến sinh hoạt tôn giáo cùng ông trong địa bàn Tổng giáo phận. Tổng giám mục Điền sử dụng "năng quyền đặc biệt" để tấn phong Tổng giám mục phó Stêphanô Nguyễn Như Thể.[151] Cá nhân tổng giám mục thông qua thư ký là Linh mục Lý soạn thư mời các giáo sĩ và tu sĩ trước đó đã rời Huế nhưng bị kẹt lại tại Đà Nẵng trở về với giáo phận.[152] Sau năm 1975, về nhân sự, Tổng giáo phận Huế có 18 linh mục di cư vào miền Nam và 13 linh mục di chuyển đến hải ngoại. Giáo dân còn lại 41.941 người.[153] Năm 1977, Tổng giám mục Điền có hai bài phát biểu về chủ đề tự do tôn giáo.[154] Sau hai bài phát biểu căng thẳng này, Tổng giám mục Điền bị quản thúc.[155] Đồng thời, Tổng giám mục Điền cũng bị canh chừng theo dõi tại Tòa Tổng giám mục và nội dung bài giảng lễ, không được cho phép tham gia họp Hội đồng Giám mục, chuyến thăm Ad Limina và bị hạn chế đi lại. Các linh mục tại Huế gặp nhiều khó khăn, kể cả trong việc thuyên chuyển và các sinh hoạt tôn giáo. Nhiều cơ sở tôn giáo bị phong tỏa và lục soát.[156] Riêng quản gia của Tòa giám mục, ông Nguyễn Văn Bông, ngoài là một giáo dân, ông còn hoạt động cho công an, gây nhiều khủng hoảng cho giáo phận.[157] 18 trong tổng số 45 chủng sinh của tổng giáo phận bị chính quyền loại bỏ khỏi chủng viện vào năm 1978, sau khi hai tổng giám mục của Huế từ chối đến làm việc cùng chính quyền để loại bỏ chủng sinh. Tháng 12 năm 1979, chính quyền trục xuất các chủng sinh, và chính thức quản lý Chủng viện Hoan Thiện.[158] Đại hội Hành hương La Vang lần thứ 18 tiếp tục tổ chức vào tháng 8 năm 1978, sau tám năm gián đoạn, trong hoàn cảnh khó khăn.[39][gc 15]

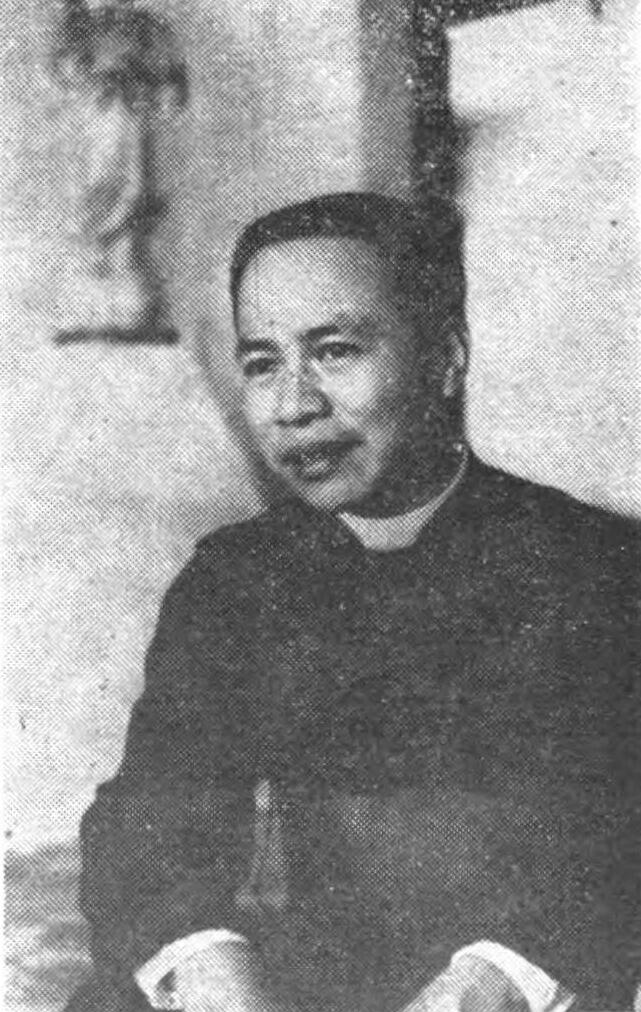
Giám mục Phêrô Maria Phạm Ngọc Chi, niên trưởng Giáo tỉnh Huế vào thời điểm năm 1975, ảnh năm 1952

- Giáo phận Qui Nhơn: Giám mục chính tòa Phaolô Huỳnh Đông Các được bổ nhiệm cuối tháng 7 năm 1974. Giai đoạn hậu chiến, giáo phận Qui Nhơn rơi vào cảnh hoang tàn, do đó cần phải được tái thiết.[159] Do hoàn cảnh chiến sự, sau khi phân tách giáo phận Đà Nẵng vào năm 1963, giáo phận vốn có 117.000 giáo dân chỉ còn lại 43.000 giáo dân, phần lớn di tản ra ngoài địa bàn giáo phận.[160] Riêng Giám mục Giuse Phan Văn Hoa bị mời lên làm việc tại Công an tỉnh Nghĩa Bình trong vòng 19 ngày. Do bị cao huyết áp, Giám mục Hoa sau đó bị tai biến mạch máu não phải điều trị tại Bệnh viện Bình Định, bệnh viện Saint Paul Sài Gòn và kể từ đầu năm 1977, điều trị tại Tòa giám mục. Sức khỏe của ông suy yếu sau đợt bệnh này.[161]

- Giáo phận Đà Nẵng: Khoảng 40.000 đến 50.000 giáo dân di cư khỏi giáo phận Đà Nẵng, để lại số giáo dân khoảng 40.000 người.[162] Số lượng linh mục vào đầu năm 1975 là 117 người, sau đó sụt giảm còn lại 50 người.[163] Giám mục Phêrô Maria Phạm Ngọc Chi chọn và tấn phong Giám mục phó Phanxicô Xaviê Nguyễn Quang Sách vào tháng 6 năm 1975.[164] Dưới thời chính quyền mới, các cơ sở từ thiện và giáo dân [trực thuộc giáo phận] được bàn giao cho chính quyền sử dụng và quản lý. Nhiều sinh hoạt tôn giáo như đào tạo và phong chức giáo sĩ, thăm viếng và trao các bí tích lâm vào vào tình cảnh rất khó khăn.[162] Hai cơ sở gồm bệnh viện An Bình và Đại chủng viện ở Hòa Khánh được nhà nước mua lại và bàn giao ngày 1 tháng 8 năm 1975.[165] Bản thân Giám mục Chi phải học tập cải tạo riêng với Phó Trưởng Ty Công An Quảng Nam - Đà Nẵng Lê Lực. Ông Lực cho biết Nhà nước khoan hồng Giám mục Chi là vì lý do nhân đạo và tuổi tác của giám mục; và lưu ý việc Giám mục Chi có bị bắt giữ hay không tùy vào thái độ của ông.[166][167] Từ năm 1975 cho đến khi qua đời, Giám mục Phạm Ngọc Chi hầu như không xuất hiện công khai, kể cả trong các phiên họp của Hội đồng Giám mục Việt Nam.[168]

- Giáo phận Kon Tum: Sau năm 1975, Giám mục Paul Seitz Kim bị trục xuất. Giám mục Alexis Phạm Văn Lộc bị thẩm vấn về các cơ sở vật chất và tài chính của giáo phận, trong khi tòa giám mục bị giám sát. Các linh mục, yao phu[gc 16] bị quản thúc và cải tạo, các cơ sở tôn giáo bị tịch thu và các sinh hoạt tôn giáo bị đình trệ, do giám mục không thể đến thăm mục vụ cho một số giáo xứ ở vùng xa. Các linh mục thực hiện Bí tích Hòa Giải đối mặt nguy cơ phải làm tờ trình nếu bị bắt quả tang. Chủng viện đào tạo chủng sinh phải đóng cửa vào tháng 8 năm 1976. Trong tình hình khó khăn và bị cô lập, Giám mục phó Phêrô Trần Thanh Chung được tấn phong vào năm 1981.[170]

- Giáo phận Ban Mê Thuột: Chủng viện Lê Bảo Tịnh bị trưng thu tháng 10 năm 1977, các chủng sinh về học tại Tòa giám mục. "Chủng viện" và [các chủng sinh] bị thanh lọc vào năm 1978. Đến năm 1983, chủng viện gần như bị giải thể. Giám mục Giáo phận Phêrô Nguyễn Huy Mai chỉ được công nhận là linh mục chính xứ Nhà thờ chính tòa Ban Mê Thuột cho đến tận thời điểm cung hiến Nhà thờ chính tòa năm 1990.[171][172]

- Giáo phận Nha Trang: Chức vị Giám mục Nha Trang thay đổi không lâu trước ngày 30 tháng 4 năm 1975, với việc Giám mục Tiên khởi Phan Thiết Nguyễn Văn Hòa trở thành Giám mục chính tòa, thay nguyên giám mục Nha Trang Nguyễn Văn Thuận được thăng Tổng giám mục Sài Gòn. Sau khi chia tách lập tân giáo phận Phan Thiết, giáo phận Nha Trang năm 1975 giảm từ khoảng 170.000 giáo dân xuống còn hơn 101.000 người. Hoàn cảnh mà tân giám mục nhận chức được xem là phức tạp.[55] Trong lễ nhậm chức giám mục Nha Trang của Giám mục Hòa vào cuối tháng 5 có ít là một đại diện chính quyền; tuy nhiên, theo quan điểm từ phía chính quyền, việc sinh hoạt tôn giáo của Giám mục Hòa vẫn bị xem là bất hợp pháp trong một giai đoạn.[61] Sau năm 1975, giáo dân gia tăng, do giáo dân tập trung về các giáo xứ thuộc vùng kinh tế mới.[173]

#### Giáo tỉnh Sài Gòn

Tổng giám mục Nguyễn Văn Bình dịp Thượng thọ bát tuần, năm 1990

- Tổng giáo phận Sài Gòn (từ ngày 23 tháng 11 năm 1976 là "Tổng giáo phận Thành phố Hồ Chí Minh"):

- Linh mục Dòng Tên người Canada Andre Gelinas đánh giá Tổng giám mục Nguyễn Văn Bình cộng tác với chính quyền mang tư tưởng Cộng sản, gây chia rẽ trong giới tín đồ Công giáo. Nguyen Van Canh dẫn lời người tị nạn được phỏng vấn kể rằng Tổng giám mục Bình cho biết rằng mọi người không nên tin những gì ông nói cách công khai. Hai người lính cũng được nhìn thấy ngồi cùng xe với Tổng giám mục trong một buổi lễ tại giáo xứ Bùi Phát. Một vài ngày sau sự kiện ngày 30 tháng 4, ngày 5 tháng 5 năm 1975, Tổng giám mục Bình công bố thư chung, kêu gọi người Công giáo "hòa mình vào nhịp sống của toàn dân", đồng thời khẳng định sự kiện 30 tháng 4 là niềm vui chung của đất nước và là hồng ân Chúa ban. Kể từ ngày 7 tháng 10 năm 1975, các cơ sở giáo dục Công giáo quản lý được bàn giao cho Nhà nước và các cơ sở văn hóa và xã hội khác cũng lần lượt bàn giao. Văn thư số 576/VP75 của Tổng giám mục Bình xác nhận quyền sở hữu các cơ sở trên vẫn thuộc về Giáo hội Công giáo. Giới Công giáo Thành phố cũng tổ chức mít tinh chúc Hội nghị Hiệp thương Chính trị để thống nhất Việt Nam tổ chức vào tháng 11 năm 1975 được thành công. Đại chủng viện Thánh Giuse Sài Gòn phải đóng cửa từ năm 1976 cho đến khi được mở lại vào năm 1986.
- Theo ông Vũ Sinh Hiên, các sinh hoạt tại giáo xứ trong tổng giáo phận vẫn diễn ra bình thường, tuy các thành viên giúp đỡ linh mục điều hành xứ không còn tổ chức thành Hội đồng Giáo xứ và các linh mục hỗ trợ chính quyền vận động giáo dân tham gia các sinh hoạt, phong trào của chính quyền. Ông nhận định rằng "không có dấu hiệu nào chứng tỏ là đạo bị cấm" và việc hát lễ trở nên phổ biến. Ông Hiên cũng thông tin rằng các đoàn hợp ca Công giáo cũng tham gia biểu diễn ở các sự kiện lớn của Việt Nam, kể cả ca ngợi Chủ tịch Hồ Chí Minh. Sau biến cố, các hội đoàn Giáo dân bị giải thể và việc đào tạo tu sĩ bị đình trệ, theo bài viết vào năm 1990 của ông Hiên. Linh mục [Tổng đại diện] Gioan Baotixita Huỳnh Công Minh công khai tuyên bố có quyền và có bổn phận tố cáo tất cả những ai phản động.
- Trong việc tham gia xây dựng "Vùng Kinh tế mới", với tư cách Chủ tịch Hội đồng Giám mục [miền Nam], Tổng giám mục Tổng giáo phận Sài Gòn Phaolô Nguyễn Văn Bình đã tham gia bằng cách cùng 195 linh mục và 136 nữ tu tham gia chương trình "lao động xã hội chủ nghĩa" trong vòng ba tháng, từ tháng 5 đến tháng 7 năm 1976. Riêng tại Tổng giáo phận Sài Gòn (từ tháng 11 năm 1976 là Tổng giáo phận Thành phố Hồ Chí Minh), Tổng giám mục thành lập "Ban Mục vụ Kinh Tế Mới" và "Ban Lao động Sản xuất" ngay tại Tòa Tổng giám mục. Tổng giám mục Bình cũng khuyến khích giáo sĩ, tu sĩ và giáo dân học tập chính trị, tham gia lao động, các riêng khuyến khích các linh mục học thêm một nghề để kiếm sống khi cần. [Sau năm 1975], các trường học, cô nhi viện, bệnh viện và ngân hàng thuộc về Giáo hội Công giáo Việt Nam không còn tồn tại. Nhiều giáo dân không di tản đã được đưa lên vùng kinh tế mới, hoặc phải đi học tập cải tạo, cùng với các linh mục tuyên úy quân đội và một số linh mục khác. Nhiều linh mục qua đời trong cảnh thiếu thốn. Tháng 2 năm 1979, cùng với hơn 300 linh mục, tu sĩ, Tổng giám mục Bình nhắc nhở giáo sĩ, tu sĩ và giáo dân đoàn kết để xây dựng và bảo vệ Tổ quốc. Cuộc họp nhằm kêu gọi giáo dân đoàn kết chống quân Trung Quốc xâm lược. Trong hoàn cảnh chiến sự, tháng 3 năm 1979, Tổng giám mục Nguyễn Văn Bình viết thư kêu gọi giáo dân xây dựng tuyến phòng thủ, đồng thời bổ nhiệm Giám mục Phạm Văn Nẫm làm Trưởng ban Tổ chức, và ông cùng các giám mục, giáo sĩ, tu sĩ và giáo dân được ghi nhận đã thực hiện xây dựng tuyến phòng thủ vào ngày 7 tháng 3. Ông cùng giám mục Nẫm đã viết thư ngỏ gửi các tín đồ Công giáo trên toàn thế giới để nói về chủ đề những người di cư (thuyền nhân), mong rằng họ sẽ nhận được giúp đỡ. Trong chuyến Ad Limina năm 1980, Tổng giám mục Bình từ khước đề nghị bởi Tòa Thánh đề cử Giám mục Gioan Baotixita Bùi Tuần về làm phụ tá, thay thế Đức Nguyễn Văn Thuận đang bị tù, vì lý do quan ngại về sức khỏe cho cá nhân Giám mục Tuần.

- Giáo phận Vĩnh Long: Giám mục Giacôbê Nguyễn Văn Mầu, nhằm thích nghi với hoàn cảnh mới, đã tấn phong Giám mục phó Raphae Nguyễn Văn Diệp. Sau chiến tranh, nhiều cơ sở [thuộc quyền giáo phận] bị trưng dụng và trưng thu. Nhiều giáo sĩ và tu sĩ được yêu cầu học tập cải tạo và đời sống tôn giáo của các họ đạo và hội dòng được nhận định là hơi khó khăn. Giám mục Mầu vẫn có thể đến cử hành lễ trao Bí tích Thêm Sức tại các họ đạo sau khi nhận được cấp phép. Niềm tin tôn giáo của giáo dân nhìn chung vẫn phát triển. Năm 1980, giáo phận được cho phép phong chức một linh mục.[186]

- Giáo phận Mỹ Tho: Các sinh hoạt mục vụ tôn giáo và đời sống tôn giáo của giáo dân gặp nhiều khó khăn. Dòng tu và chủng viện bị giới hạn hoạt động, cũng như các xứ đạo thiếu linh mục và thăm mục vụ gặp ngăn trở gây ảnh hưởng đến đức tin của tín đồ trong giáo phận.[187] Kể từ năm 1975, các chủng viện, gồm hai cấp tiểu chủng viện và đại chủng viện phải tạm ngừng hoạt động. Các tiểu chủng sinh về sinh sống cùng gia đình, trong khi các đại chủng sinh, sau một thời gian tu học và lao động tại các giáo xứ, đã được đưa vể Tiểu chủng viện Gioan XXIII để tiếp tục tu học và lao động tại Hợp tác xã dệt chiếu Thanh Bình. Tuy vậy, các chủng sinh gặp nhiều khủng hoảng và "chuyển hướng". Chủng viện chính thức dừng hoạt động năm 1978, các đại chủng sinh tu học tại các giáo xứ và thụ phong chức linh mục.[188][gc 18] Giám mục chính tòa Giuse Trần Văn Thiện rút về âm thầm giảng dạy giáo lý trong giai đoạn hậu chiến.[190] Giám mục Thiện cũng tấn phong tân Giám mục phó Anrê Nguyễn Văn Nam vào tháng 6 năm 1975.[191][190] Giám mục Nam đã thực hiện truyền chức cách âm thầm cho hàng chục linh mục, với lý do xin phép chính quyền nhưng thời gian chờ đợi là rất lâu, và truyền chức vì tình thương giáo dân. Trong các buổi làm việc với chính quyền, Giám mục Nam dẫn chứng việc mình không cần xin phép để giúp đỡ những người khó khăn, mà trong đó có cả những người thuộc về Cách Mạng.[192][gc 19] Giám mục Trần Văn Thiện bàn giao toàn bộ việc thăm mục vụ trên địa bàn giáo phận cho Giám mục phó Nam. Do hoàn cảnh xã hội, Giám mục Nam thường thực hiện các chuyến viếng thăm để giảng giáo lý, tĩnh tâm cho giáo dân, và ở cùng họ. Vì nhiều họ đạo ở vị trí xa xôi và trắc trở, Giám mục Nam dùng nhiều phương tiện đường bộ, đường thủy để đến thăm mục vụ.[193] Giám mục Nam đã thực hiện các chuyến viếng thăm này kể từ năm 1975 đến năm 1986.[192]

- Giáo phận Đà Lạt: Tân Giám mục Nguyễn Sơn Lâm được bổ nhiệm cuối tháng 1 và nhậm chức vào ngày 19 tháng 3 năm 1975. Giám mục Lâm đã cố gắng đào tạo về sứ vụ Tiên Tri và Ngôn Sứ của hàng linh mục, củng cố nếp sống phục vụ và phụng tự của hàng ngũ linh mục. Ông cũng cho đào tạo hàng ngũ giáo dân.[194] Cuối tháng 8 năm 1975, các giáo sĩ và tu sĩ ngoại quốc quản lý Giáo hoàng Học viện Thánh Piô X Đà Lạt bị buộc rời khỏi Việt Nam và cơ sở này trở thành cơ sở thuộc quyền quản lý của Giám mục Lâm. Giám mục đã tiếp tục duy trì học viện được thêm gần hai năm, đến ngày 9 tháng 8 năm 1977 thì giải tán. Nhà nước chính thức mượn cơ sở này kể từ năm 1980.[195] Đại chủng viện Minh Hòa cũng được bàn giao cho Nhà nước vào tháng 4 năm 1980, giáo phận còn lại Tiểu chủng viện Simon Hòa. Giáo phận Đà Lạt có 4 linh mục đầu tiên vào tháng 8 năm 1975, và thêm 6 linh mục vào tháng 2 năm 1977.[196] Bản thân giám mục đã quản lý và giáo dục giáo dân qua hình thức các lá thư mục vụ: thông báo chính quyền mới và việc chung sống (tháng 4 năm 1975),[197] duy trì Bí tích Thánh Thể (tháng 5 năm 1975),[198] vị thế linh mục trong chế độ mới (tháng 6 năm 1975),[199] gửi giáo hữu đến vùng kinh tế mới (1976),[200] ... Giám mục Lâm được lòng Nhà nước trong giai đoạn đầu, và đã từng được đề cử làm Tổng giám mục phó Hà Nội, giai đoạn Giám mục Nguyễn Văn Sang chưa được chọn (khoảng 1978 đến 1981).[201]

- Giáo phận Long Xuyên: Sau khi truyền chức giám mục phó cho Linh mục Gioan Baotixita Bùi Tuần, Giám mục Micae Nguyễn Khắc Ngữ rút về âm thầm, trao quyền và trách nhiệm quản lý giáo phận cho tân giám mục phó. Một số linh mục tuyên úy phải đi học tập cải tạo, trong khi các tân linh mục sau sự kiện ngày 30 tháng 4 năm 1975 không được công nhận. Theo giáo phận, các sinh hoạt tôn giáo như giảng dạy giáo lý, đoàn thể, truyền chức linh mục và đào tạo chủng sinh bị giới hạn. Sau sự kiện ngày 30 tháng 4, các chủng sinh từ Đại chủng viện Sài Gòn được đưa về Đại chủng viện Long Xuyên để đào tạo cấp tốc, sau đó gửi đi hỗ trợ mục vụ tại các giáo xứ. Các cơ sở và ruộng đất bị trưng dụng, gồm 12 trường trung học và 100 trường tiểu học thuộc quyền giáo phận. Đại chủng viện Tôma Long Xuyên, cùng hai tiểu chủng viện của giáo phận bị trưng dụng vào năm 1976. Về mặt nhân sự, làn sóng vượt biên làm suy giảm số lượng linh mục và chủng sinh. Do tác động của chính sách kinh tế mới, nhiều giáo họ và giáo xứ hồi phục, trong khi một số giáo họ và giáo xứ mới được thành lập. Linh mục, chủng sinh và tu sĩ đồng hành cùng người dân qua các việc đời sống hằng ngày, mở nhà trọ cho học sinh, sinh viên nghèo, các lớp học tình thương cũng như tổ chức quỹ trao học bổng. Về phần giáo dân, họ đóng góp xây dựng nhà tình thương, sửa đường và xây cầu; trong khi các giáo xứ tổ chức phát gạo, phát thuốc, khám bệnh miễn phí. Giáo phận có thêm 65 tân linh mục trong giai đoạn 1975 đến 1993.[202]
- Giáo phận Cần Thơ: Tại giáo phận này, chính quyền cho phép tổ chức đào tạo chủng sinh Công giáo theo hai học kỳ mỗi năm, mỗi học kỳ bốn tháng. Đầu năm 1976, các khóa thần học này chính thức được tổ chức tại Đại chủng viện Thánh Quý, cho đến năm 1982 thì bị đình chỉ theo ý chính quyền. Đại chủng viện bị đóng cửa, trong khi giáo hội không có tiếng nói trong sự vụ này, cũng không có định hướng cho các chủng sinh.[203] Số lượng linh mục thay đổi từ 118 vào đầu năm 1975 còn 86 vào cuối năm 1975, trong đó có 14 linh mục phải đi học tập cải tạo. Giám mục Giacôbê Nguyễn Ngọc Quang sử dụng đặc quyền Tòa Thánh, chọn và truyền chức Giám mục phó Emmanuel Lê Phong Thuận. Tháng 8 năm 1976, Giám mục Quang và Ban cố vấn Giáo phận bàn giao phần lớn đất đai của giáo phận để chia cho dân chúng, chỉ giữ lại một số cho các linh mục canh tác. Các trường học (51 tiểu và trung học, kỹ thuật cùng 23 trường cấp mầm non) được bàn giao cho chính quyền, các cơ sở giáo dục và y tế được bàn giao hoặc giải thể. Các đoàn thể Công giáo bị tan rã, bị cấm hoạt động. 20 tân linh mục được truyền chức trong giai đoạn 1976 đến 1982 là những chủng sinh trên thực tế đã hoàn thành chương trình đào tạo trước năm 1975. Các họ đạo tại thị thành có số giáo dân giảm, trong khi các họ đạo vùng quê gia tăng về số lượng giáo dân, do ảnh hưởng của chính sách của chính quyền, tạo điều kiện cho nhiều linh mục thường trú. Từ năm 1975 đến 1980, 20 nhà thờ được xây dựng hoặc trùng tu.[204][205]

## Giai đoạn 1980–1990

### Tổng quan
Vào dịp kỷ niệm 5 năm sự kiện ngày 30 tháng 4 năm 1975, cuối tháng 4 năm 1980, các giám mục Việt Nam trên toàn quốc lần đầu tiên hội họp tại Hà Nội. Vấn đề rút lại Thư Chung năm 1951 được một số ý kiến đặt kỳ vọng. Cả phía Nhà nước và nội bộ Giáo hội mong đợi các giám mục đưa ra định hướng mới cho Giáo hội Công giáo tại Việt Nam, trong bối cảnh đất nước đặt dưới chế độ xã hội chủ nghĩa. Theo Nghị quyết về Công tác Tôn giáo, số hiệu 40-NQ/TW ban hành ngày 1 tháng 10 năm 1981, cộng đồng tín đồ Công giáo tại miền Nam Việt Nam được nhận định trình độ giác ngộ của giáo dân còn thấp, nhận thức về chủ nghĩa xã hội, về âm mưu của địch lợi dụng tôn giáo còn nhiều mơ hồ. Vì bị tư tưởng "chống cộng" đầu độc lâu ngày.
Tại Đại hội Đại biểu Toàn quốc Lần thứ VI, vấn đề tôn giáo được Đảng Cộng sản Việt Nam khẳng định tôn trọng tự do tín ngưỡng, đồng thời giúp đỡ người dân theo các tôn giáo xây dựng cuộc sống trong tình đoàn kết và tham gia bảo vệ quốc gia. Theo trang tin của Giáo phận Long Xuyên, kể từ khi chính sách Đổi Mới từ năm 1986, chính sách của Đảng Cộng sản và Nhà nước Việt Nam đối với tôn giáo trở nên cởi mở hơn. Về phần giáo phận, nhiều giáo xứ, giáo họ được trùng tu xây mới, các sinh hoạt đoàn thể Công giáo và truyền giáo được chú trọng. Nghị quyết số 24 của Bộ Chính trị Việt Nam vào năm 1990 đã có góc nhìn mới về tôn giáo và tín ngưỡng, đánh giá Đạo đức tôn giáo có nhiều điều phù hợp với công cuộc xây dựng xã hội mới. Theo tác giả Nguyễn Quang Hưng, nghị quyết này chính là bước ngoặt trong chính sách về tôn giáo của chính phủ Việt Nam, được khẳng định lại trong nội dung Nghị quyết Trung ương 7 Khóa IX.
| Thay đổi về số lượng giám mục Công giáo người Việt Nam 1981–1990 | Thay đổi về số lượng giám mục Công giáo người Việt Nam 1981–1990 | Thay đổi về số lượng giám mục Công giáo người Việt Nam 1981–1990 | Thay đổi về số lượng giám mục Công giáo người Việt Nam 1981–1990 |
| Năm                                                              | Bổ nhiệm                                                         | Qua đời                                                          | Nguồn                                                            |
| ---------------------------------------------------------------- | ---------------------------------------------------------------- | ---------------------------------------------------------------- | ---------------------------------------------------------------- |
| 1981                                                             | 3                                                                | 1                                                                | [ 209 ] [ 210 ]                                                  |
| 1982                                                             | 1                                                                | 1                                                                | [ 211 ] [ 212 ]                                                  |
| 1983                                                             | 0                                                                | 0                                                                | [ 213 ] [ 214 ]                                                  |
| 1984                                                             | 1                                                                | 1                                                                | [ 215 ] [ 216 ]                                                  |
| 1985                                                             | 0                                                                | 1                                                                | [ 217 ] [ 218 ]                                                  |
| 1986                                                             | 0                                                                | 0                                                                | [ 219 ] [ 220 ]                                                  |
| 1987                                                             | 0                                                                | 2                                                                | [ 221 ] [ 222 ]                                                  |
| 1988                                                             | 2                                                                | 3                                                                | [ 223 ] [ 224 ]                                                  |
| 1989                                                             | 0                                                                | 3                                                                | [ 225 ] [ 226 ]                                                  |
| 1990                                                             | 1                                                                | 4                                                                | [ 227 ] [ 228 ]                                                  |
| Tổng số                                                          | 8                                                                | 16                                                               |                                                                  |

Trong khoảng thời gian 11 năm, kéo dài từ năm 1980 đến năm 1990, chỉ có thêm sáu giám mục Việt Nam được tấn phong chức giám mục, giảm so với con số 9 tân giám mục so với giai đoạn 1976–1979, và 13 tân giám mục được truyền chức trong năm 1975. Sáu giám mục chính thức được liệt kê trong danh sách giám mục của Hội đồng Giám mục Việt Nam gồm: Phanxicô Xaviê Nguyễn Văn Sang (1981), Giuse Trịnh Chính Trực (1981), Phêrô Trần Thanh Chung (1981), Louis Hà Kim Danh (1982), Giuse Nguyễn Văn Yến (1988) và Giuse Maria Nguyễn Quang Tuyến (1989). Trường hợp của Giám mục mật phong Giacôbê Lê Văn Mẫn của Tổng giáo phận Huế được tấn phong năm 1984, sách Niên giám Công giáo Việt Nam 2016 ghi nhận vụ việc có khả năng chưa được trình báo Tòa Thánh nên không ghi tên ông vào danh sách giám mục. Trình bày với Giáo hoàng Gioan Phaolô II vào chuyến thăm Ad Limina vào tháng 11 năm 1990, Chủ tịch Hội đồng Giám mục Việt Nam, Giám mục Nguyễn Minh Nhật ghi nhận thành quả tiếp xúc giữa Tòa Thánh và Việt Nam, bày tỏ lo lắng rằng trong vòng chỉ ba năm (từ 1987) đã có 11 giám mục Việt Nam qua đời, để lại 5 giáo phận trong cảnh trống tòa. Năm 1985, Giáo hoàng Gioan Phaolô II gửi một sứ điệp đến giáo hội Công giáo tại Việt Nam nhân dịp 25 năm thành lập hàng giáo phẩm Công giáo tại quốc gia này.
Theo kết quả Đại hội Hội đồng Giám mục Việt Nam IV vào tháng 12 năm 1989, các giám mục Công giáo Việt Nam ghi nhận và cảm ơn chính quyền vì các chủng viện đã được mở lại, cho phép truyền chức một số linh mục, sửa chữa các nhà thờ và việc thi hành chức linh mục được thuận tiện hơn, trong khi gần như toàn bộ các linh mục đi cải tạo đã được trở về. Về xã hội, các học sinh Công giáo ít bị phân biệt và được vào cao đẳng, đại học; tu sĩ được tham gia các công tác xã hội. Hội đồng đề nghị chính quyền cho các tu viện nhận thêm tu sinh. Văn bản đại hội còn nêu đến trường hợp của ba giáo phận đang trống tòa, trong đó Nhà nước chấp thuận Linh mục Giuse Bùi Văn Cẩm làm giám mục Thái Bình, Linh mục Giuse Nguyễn Phụng Hiểu làm giám mục Hưng Hóa, trong khi Tổng giáo phận Huế mong sớm có giám mục. Trường hợp của Tổng giám mục Nguyễn Văn Thuận cũng được các giám mục đề cập, trong đó chủ tịch Hội đồng Khóa IV và Hồng y Căn, Tổng giám mục Bình đệ trình sớm giải quyết để Tổng giám mục Thuận có nhiệm sở. Hội đồng cũng mong Giám mục Vinh Sơn Phaolô Phạm Văn Dụ nhanh chóng được công nhận.
Các giám mục Roger Mahony, Theodore McCarrick và Edward O'Meara đại diện Hội đồng Giám mục Hoa Kỳ, trong chuyến viếng thăm ba quốc gia châu Á, đã đến thăm Việt Nam vào năm 1989. Phái đoàn Tòa Thánh đã có chuyến thăm chính thức thăm Giáo hội Công giáo tại Việt Nam lần đầu tiên sau 15 năm vào năm 1989, dẫn đầu bởi Hồng y Roger Etchegaray. Chuyến thăm thuần chất vì lý do mục vụ, không bao gồm thương thuyết với chính quyền Việt Nam, và hồng y đã đến thăm được 10 giáo phận, trong tổng số 25 giáo phận tại Việt Nam. Phái đoàn lần thứ hai thăm Việt Nam vào tháng 5 năm 1990, để chủ sự lễ an táng cố hồng y Trịnh Văn Căn. Sau hai chuyến thăm mục vụ này, chuyến thăm lần thứ ba vào năm 1991 là chuyến thăm đầu tiên mang tính chất thương thảo với chính quyền. Lễ tang của cố Hồng y Trịnh Văn Căn có sự tham dự của hàng nghìn người; các nghi thức xung quanh tang lễ cũng được phát trên vô tuyến trong ba ngày. Theo Barbara Crossette viết trên The New York Times vào tháng 5 năm 1988, kể từ sau năm 1975, trong khi các trường học và bệnh viện bị đóng, thì nhà thờ vẫn được phép mở cửa và thu hút đông đảo giáo dân. Chính quyền phản đối việc bổ nhiệm giám mục, cấm cản họ tham dự các phiên họp quốc tế, cũng như cấm các linh mục ngoại quốc hoạt động tại Việt Nam. Theo Claire Trần Thị Liên, vai trò của Giáo hội trong sự sụp đổ của các quốc gia Cộng sản Trung Âu đã khiến Nhà nước Việt Nam lần đầu tiên e ngại trước lực lượng của các tôn giáo, từ đó gia tăng tiếp xúc các phái đoàn tôn giáo quốc tế.

### Việc cải tổ Hội đồng Giám mục Việt Nam
Hồng y Giuse Maria Trịnh Văn Căn xúc tiến mong muốn của hàng Giám mục Việt Nam về việc hình thành một hội đồng giám mục toàn quốc, nhen nhóm từ lúc Hồng y Tiên khởi Giuse Maria Trịnh Như Khuê nhận tước vị hồng y. Sau khi thảo luận với Ban Tôn giáo chính phủ và được phép của Hội đồng Bộ trưởng, Hội đồng Giám mục Toàn quốc họp tại Hà Nội vào cuối tháng 4 năm 1980. Với mục tiêu thăm dò, Hồng y Căn đã xin phép tổ chức tĩnh tâm cho hàng giám mục Việt Nam tại Hà Nội từ ngày 3 tháng 1 năm 1980, trong khi các phiên họp trù bị với sự tham dự của một số giám mục diễn ra trong hai ngày 17 và 18 tháng 3 năm 1980.
Với lần họp đầu tiên, Hội đồng Giám mục ra định hướng mục vụ: Giáo Hội Việt Nam sống Phúc âm và hoà mình giữa lòng dân tộc. Bức thư này có đối tượng độc giả vượt ngoài các giáo hữu Công giáo Việt Nam, nên trong khi nó mang nội dung truyền giáo, nó còn mang nội dung về chính sách của chính quyền, với phong thái đối thoại và hợp tác, đưa ra định hướng về đời sống đạo mới và cách thức trình bày đức tin Công giáo theo văn hóa Việt Nam. Trong thư Luân lưu, các giám mục Việt Nam xác nhận đã xem lại nội quy và đặt lại cơ cấu của Hội đồng Giám mục Việt Nam cũ để thiết lập Hội đồng Giám mục Việt Nam (mới). Đây là lần đầu tiên Giáo hội Công giáo Việt Nam ở cả hai miền có một tiếng nói chính thức.
Ba mươi ba giám mục tham dự đại hội biểu quyết thông qua việc linh địa Đức Mẹ La Vang là Trung tâm Thánh Mẫu toàn quốc. Việc này tái xác nhận biểu quyết của các giám mục [miền Nam] vào năm 1961. Điều 4 của Quy chế Hội đồng Giám mục Việt Nam vào ngày 1 tháng 5 năm 1980 xác định trụ sở Hội đồng Giám mục Việt Nam đặt tại Tòa Tổng giám mục Hà Nội. Hội đồng cũng ấn định họp mỗi năm một lần, hoặc họp bất thường với sự đề xuất của Chủ tịch Hội đồng Giám mục. Chủ tịch Hội đồng Giám mục Việt Nam trong ba khóa đầu tiên, từ năm 1980 đến năm 1989 là Hồng y Trịnh Văn Căn, Tổng giám mục Hà Nội. Trước khi bế mạc, các giám mục đã đến viếng lăng Chủ tịch Hồ Chí Minh và yết kiến thủ tướng chính phủ.

### Về Uỷ ban Đoàn kết Công giáo Việt Nam
Tại miền Nam, sau năm 1975, nhiều giáo sĩ, tu sĩ và giáo dân tích cực tham gia Uỷ ban do Nhà nước hậu thuẫn để phục vụ giáo hội sau chiến tranh. Tác giả An Dang đánh giá họ tham gia vì sợ hãi, và dần tỏ ra nghi kỵ về mục đích của Uỷ ban sau khi người chủ sự cố ý bỏ qua lời cầu nguyện cho Giáo hoàng trong một thánh lễ Công giáo vào tháng 12 năm 1976. Những người Công giáo tại miền Nam cảnh giác với tờ báo Công giáo và Dân tộc vì tờ báo này đăng tải nhiều bài viết chống lại giáo hoàng và Tòa Thánh.
Năm 1983, Uỷ ban Đoàn kết Công giáo Việt Nam được thành lập trên cơ sở sáp nhập Uỷ ban Liên Lạc Công giáo Toàn quốc và Uỷ ban Vận động Người Công giáo Xây dựng và Bảo vệ Tổ Quốc. Tờ báo của Ủy ban là tờ Người Công giáo, trong khi tờ báo Công giáo và Dân tộc là tờ báo của Uỷ ban Đoàn kết Công giáo tại Thành phố Hồ Chí Minh. Uỷ ban được dùng làm cầu nối giữa chính quyền và Công giáo. Đại hội thành lập Uỷ ban mời Hồng y Tổng giám mục Hà Nội Trịnh Văn Căn tham dự, và Hồng y Căn cử Giám mục phụ tá Phanxicô Xaviê Nguyễn Văn Sang đi dự thay thế mình. Hồng y Trịnh Văn Căn cho biết ông không bình luận về sự kiện kể trên và Tổng giám mục Nguyễn Văn Bình cho biết ông không xác nhận và cũng không lên án các ủy ban. Tổng giám mục Nguyễn Kim Điền đánh giá rằng kẻ thù phương Bắc đã sai lầm khi thúc ép một số người Công giáo Việt Nam thành lập giáo hội ly giáo. Ba giám mục miền Nam công khai phản đối gồm Tổng giám mục Huế Nguyễn Kim Điền, Giám mục Giáo phận Ban Mê Thuột Nguyễn Huy Mai, Giám mục giáo phận Xuân Lộc Phaolô Maria Nguyễn Minh Nhật, trong khi các giám mục khác miễn cưỡng chấp nhận. Cá nhân Tổng giám mục Nguyễn Văn Bình cho rằng Uỷ ban được sử dụng để làm việc với nhà cầm quyền.
Một năm sau khi tổ chức này được thành lập, Hội đồng Giám mục Việt Nam nhất trí không phản đối công khai tổ chức trong khi giữ quyền khiển trách các linh mục thuộc Uỷ ban chống lại lợi ích của giáo hội. Việc tham gia ủy ban của linh mục phải có phép của giám mục. Tòa Thánh đã gửi thư cảnh báo về tình trạng giáo sĩ tham gia vào ủy ban, và hầu hết các linh mục rút khỏi ủy ban khi bức thư này được công bố vào năm 1985. Tòa Thánh đã gửi thư cho Chủ tịch Hội đồng Giám mục Việt Nam sau đó vào năm 1992, cảnh cáo giáo sĩ không được gia nhập các đoàn thể công quyền mang tính chính trị. Trước khi chính quyền thảo luận trực tiếp với Tòa Thánh vào đầu thập niên 1990, quyền lực của các Uỷ ban rất lớn, có khi át cả quyền giám mục, do Uỷ ban cần chấp thuận việc thuyên chuyển và phong chức, in sách báo và xây dựng các cơ sở tôn giáo. Trước đó, hai đại hội tại Hà Nội và Thành phố Hồ Chí Minh do Ban Tôn giáo Chính phủ và Mặt trận Tổ quốc đồng tổ chức để xin ý kiến việc thiết lập giáo hội tự trị đã không đi đến thành công, do các đại biểu cho rằng mình không có thẩm quyền. Việc cấm thành lập Uỷ ban Đoàn kết tại Giáo phận Ban Mê Thuột đã dẫn đến việc giám mục giáo phận, Phêrô Nguyễn Huy Mai, Phó Chủ tịch Thứ I của Hội đồng Giám mục Việt Nam bị cấm tham gia tham dự cuộc họp của Ban Thường vụ Hội đồng Giám mục vào năm 1990.
Agenzia Fides, tờ báo của bộ Truyền giáo (tên gọi cũ là Bộ Loan báo Tin Mừng cho các Dân tộc) vào tháng 8 năm 1984 báo cáo rằng chính quyền đã thiết lập ở cấp địa phương một Giáo hội song song, trong khi một quan chức Tòa Thánh được dẫn rằng "quan ngại sâu sắc" về báo cáo rằng chính quyền đang cố thành lập một giáo hội song song ủng hộ chính quyền. Theo tác giả Peter Hansen, Nhà nước chỉ xem ủy ban là một hiệp hội của người Công giáo và người Công giáo có thể tham gia trong khi vẫn duy trì tính trung thành với Giáo hội này. Ông cho biết Uỷ ban không cố gắng thành lập một giáo hội song song, tấn phong giám mục cho các ứng viên không được Tòa Thánh ủng hộ, tuy phía Nhà nước nhiều lần phủ quyết các ứng viên giám mục do Tòa Thánh đề xuất.
Bruce Matthews, viết trong bài báo của mình vào năm 1992 đánh giá Uỷ ban là một tổ chức chính trị, không phải là một tổ chức tôn giáo. Uỷ ban được đánh giá là nguồn lực quan trọng của Công giáo tại miền Nam, xung quanh khu vực Thành phố Hồ Chí Minh. Trong một báo cáo năm 2024, đánh giá về Uỷ ban, Uỷ ban Tự do Tôn giáo Quốc tế Hoa Kỳ (USCIRF) đã nhận định rằng thông qua các giáo sĩ (giám mục và linh mục) có mối quan hệ với Đảng, chính phủ đã thâm nhập vào các dòng tu và hệ thống giáo sĩ của Công giáo. Các thành viên Uỷ ban Đoàn kết bị nhận định đã tấn công các giáo dân và linh mục không thỏa hiệp với chính quyền, lên tiếng bảo vệ tự do tôn giáo và chống các bất công xã hội. Linh mục [thuộc Uỷ ban] Trương Bá Cần, thông qua tờ báo Công giáo và Dân tộc đã viết các bài viết chống lại việc tuyên thánh các thánh tử đạo tại Việt Nam.

### Vấn đề đào tạo, truyền chức, thuyên chuyển giáo sĩ

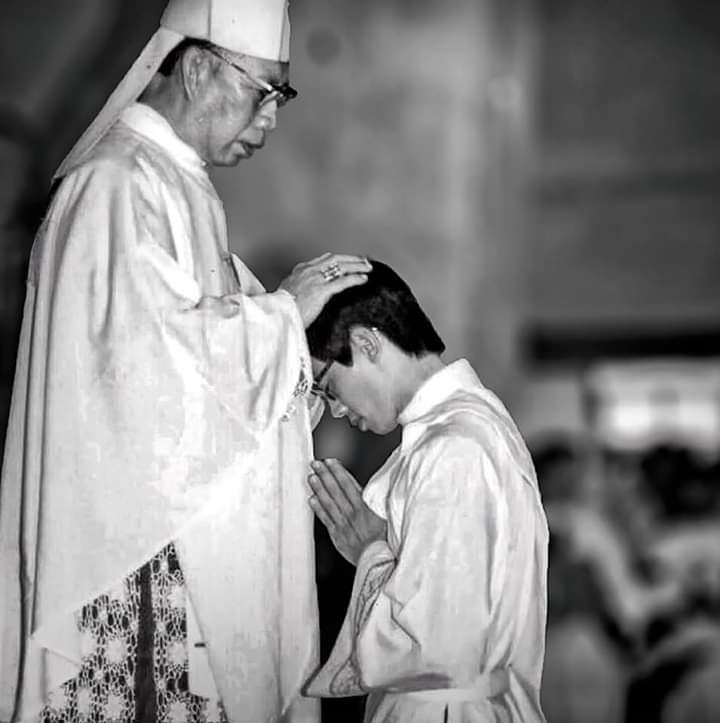
Nghi thức đặt tay truyền chức Linh mục cho Giuse Nguyễn Năng (1990)

Từ năm 1975, trong phạm vi của Giáo tỉnh Hà Nội, các chủng viện Công giáo đều phải đóng cửa, trong khi các giám mục chịu trách nhiệm đào tạo chủng sinh cho giáo phận. Riêng tại Tổng giáo phận Hà Nội, số tân linh mục được truyền chức trong thập niên 1980, dưới thời Hồng y Trịnh Văn Căn là 15. Thiếu cơ sở đào tạo [cấp dưới] là tiểu chủng viện, giáo quyền Công giáo đã đề nghị chính quyền cho mở các "tu sở" tại các giáo phận để quy tụ các thanh niên có ý định tu trì, nhưng đến năm 1990, theo Linh mục Gioan Baotixita Huỳnh Công Minh, đề nghị này vẫn chưa được giải quyết. Đến năm 1986, các đại chủng viện Công giáo được phép mở lại trên toàn quốc với ban giám đốc và giảng viên, giáo trình được Nhà nước phê duyệt, và chương trình bao gồm môn Công dân do một giáo sư do Nhà nước gửi đến giảng dạy. Giáo hội Công giáo tại Việt Nam chỉ được mở lại bốn đại chủng viện và được tuyển đợt II vào năm 1992, sau sáu năm đào tạo cho đợt I. Linh mục Minh cho rằng đề nghị được tuyển sinh hàng năm là hợp lý nhưng chưa được chính quyền giải quyết. Việc điều chuyển linh mục đều xin phép chính quyền và tuân theo chính sách hộ khẩu. Khoảng một trăm linh mục sau khi học tập cải tạo không được cử hành sinh hoạt mục vụ Công giáo. Riêng tại Tổng giáo phận Thành phố Hồ Chí Minh, có 23 tân linh mục được truyền chức trong giai đoạn 1975 đến 1990. Trước yêu cầu chiêu sinh và tốt nghiệp các chủng sinh trước khi chiêu sinh đợt tiếp theo (mất sáu năm), năm 1990, Hội đồng Giám mục đã đề nghị cho chiêu sinh ba năm một lần, và Nhà nước đã đồng ý, tuy chưa có văn bản vào thời điểm tháng 10 năm 1990. Tình hình chủng viện thiếu học liệu, các giáo sư đã lớn tuổi, số lượng chiêu sinh bị Nhà nước kiểm soát. Chủng viện ưu tiên tiếp nhận các chủng sinh đã theo học trước năm 1975 và đang chờ đợi để tiếp tục chương trình đào tạo. Một số linh mục già yếu, qua đời và bị cấm thi hành mục vụ sau khi đi cải tạo dẫn đến số lượng linh mục giảm sút. Linh mục Minh là Phó Giám đốc Đại chủng viện Thánh Giuse Sài Gòn, và việc bổ nhiệm này trên thực tế bị Rôma (Tòa Thánh) phản đối, theo lời Tổng giám mục Nguyễn Văn Bình.
Giám mục Nguyễn Văn Hòa, phát biểu tại Thượng Hội đồng Giám mục Thế giới vào tháng 10 năm 1990 đã có bài phát biểu về tình trạng các linh mục tại Việt Nam. Các chủng viện trên nguyên tắc được mở lại từ quyết định của Hội đồng Bộ trưởng vào năm 1980, nhưng thực tế thì các chủng viện mở lại sau đó vài năm: Hà Nội (1980), Thành phố Hồ Chí Minh (1986), Cần Thơ và Vinh (1988). Hai Chủng viện tại Nha Trang và Huế chưa khai mở, tính đến năm 1990, do Chủng viện Nha Trang gặp vướng mắc về cơ sở chờ Nhà nước trả lại, và Tổng giáo phận Huế chưa có giám mục quản lý. Ứng viên đăng ký gia nhập chủng viện dồi dào, theo Giám mục Nguyễn Văn Hòa, thường là gấp 10 chỉ tiêu tuyển sinh được cho phép, trong khi có ứng viên chờ đến 40 năm để gia nhập chủng viện. Trong thời gian đợi chờ này, họ vẫn làm nhiều nghề để kiếm sống.
Tình hình quản lý giáo hội, theo Giám mục Nguyễn Văn Hòa, Giáo tỉnh Hà Nội thiếu linh mục cách nghiêm trọng. Nhiều giáo xứ không có linh mục chính xứ, do đó việc đào tạo giáo lý cho chủng sinh không được chu đáo; độ tuổi chủng sinh đa dạng, từ 20 cho đến hơn 50 tuổi. Do nhu cầu mục vụ, một một số chủng sinh được đào tạo và truyền chức linh mục cách âm thầm, tuy bị ngăn cấm thi hành mục vụ Công giáo, sau đó chính quyền Việt Nam đã cảm thông và cho phép các linh mục này thi hành giáo vụ. Giáo phận Bắc Ninh lâm vào tình trạng chỉ có hai giám mục và một linh mục thi hành đầy đủ quyền và một linh mục chỉ được cho phép thi hành sinh hoạt tôn giáo cho từng cá nhân tín đồ. Bản thân Giám mục Hòa cho biết các giáo phận thuộc Giáo tỉnh Hà Nội mong muốn rằng, dù hai giáo tỉnh còn lại cũng thiếu linh mục, số lượng linh mục [tại Việt Nam] được phân chia đồng đều hơn. Giám mục Emmanuel Lê Phong Thuận, Tổng thư ký Hội đồng Giám mục Việt Nam cũng phát biểu về tình hình đào tạo tại hai giáo tỉnh Huế và Sài Gòn. Ông cho rằng tình hình khả quan hơn trong năm năm đầu thời hậu chiến (từ năm 1975 đến năm 1980), trong đó có một giáo phận được 50 linh mục, tuy các giáo phận con số này thua kém nhiều do nhiều lý do khác nhau. Các xứ đạo đã hỗ trợ hiện kim và hiện vật hỗ trợ đào tạo chủng sinh trong giai đoạn năm năm này. Trong một quyển sách năm 1983 của tác giả Nguyen Van Canh, việc truyền chức và bổ nhiệm phải thông qua Uỷ ban Nhân dân địa phương, trong khi nếu việc thuyên chuyển liên hệ đến nhiều địa phương thì cần quyết định của cấp cao hơn.

### Vụ việc tuyên thánh các thánh tử đạo Việt Nam
Vụ việc tuyên thánh cho các thánh tử đạo Việt Nam là cao điểm căng thẳng giữa Giáo hội Công giáo Việt Nam với chính quyền Việt Nam kể từ sau năm 1975. Năm 1985, nhân kỷ niệm 25 năm thành lập Hàng Giáo phẩm Công giáo Việt Nam, Hồng y Trịnh Văn Căn đã trình thư đến Giáo hoàng Gioan Phaolô II đề nghị mở lại hồ sơ phong thánh cho các thánh tử đạo Việt Nam. Quá trình này khởi động từ năm 1985, khi Hồng y Căn ủy quyền cho Đức ông Vinh Sơn Trần Ngọc Thụ và yêu cầu giữ bí mật cho đến khi giáo hoàng công bố chính thức. Cơ Mật Viện tại Tòa Thánh chính thức chuẩn thuận đề nghị tuyên thánh ngày 22 tháng 6 năm 1987. Một ngày sau, Hồng y Agostino Casaroli, Quốc vụ khanh Tòa Thánh đã gửi điện thư đến Hồng y Căn, báo tin việc tuyên thánh sẽ cử hành vào tháng 6 năm 1988, vào một ngày chưa được định trước. Ngày 12 tháng 10 năm 1987, ông Nguyễn Quang Huy, Trưởng Ban Tôn giáo gửi Công văn đến Hội đồng Giám mục Việt Nam về lễ tuyên thánh. Ông lên án Vatican có dụng ý chính trị xấu và xuyên tạc lịch sử cách mạng của nhân dân Việt Nam, kích động tâm lý cuồng tín 'tử vì đạo', gây chia rẽ... Ông cũng cho biết rằng thừa lệnh Chủ tịch Hội đồng Bộ trưởng và Ban Tôn giáo Chính phủ đã triệu tập các giám mục thuộc Uỷ ban Thường vụ Hội đồng Giám mục Việt Nam để vạch rõ tính nghiêm trọng của sự kiện và nghiêm khắc phê phán.
Mọi phương tiện truyền thông, kiến nghị, hội thảo và hội nghị khoa học được tổ chức để lên án việc tuyên thánh. Ngày 10 tháng 2 năm 1988, Uỷ ban Thư ký của Uỷ ban Đoàn kết Công giáo Việt Nam gửi thư đến Hội đồng Giám mục, nêu quan ngại về các diễn biến phức tạp và lo âu của giáo dân với việc tuyên thánh. Bức thư cho rằng việc khởi sự mang yếu tố ngoại quốc, trong khi giám mục, linh mục và giáo dân phần lớn không biết trước. Tháng 3 năm 1988, báo Hà Nội Mới trích dẫn Thông tấn xã Việt Nam khẳng định quan điểm của hàng giám mục, linh mục là không thống nhất, việc phong thánh có yếu tố chính trị, thiếu sự vấn ý Giáo hội và Nhà nước Việt Nam. Tờ báo cũng cho biết một số giáo dân gặp giám mục đề nghị Hội đồng Giám mục hoãn lễ tuyên thánh. Một hội nghị được Uỷ ban Mặt trận Tổ quốc Thành phố Hà Nội tổ chức ngày 11 tháng 3 tại Hà Nội, có sự tham gia của đại diện Uỷ ban Mặt trận Tổ quốc Thành phố Hà Nội, Phó Chủ tịch Uỷ ban Đoàn kết Công giáo, nhà sử học Phan Huy Lê và đại diện các tôn giáo nêu quan điểm và cho rằng vấn đề tuyên thánh là tế nhị và phức tạp. Tại Thành phố Hồ Chí Minh, trong hai ngày 11 và 12 tháng 3, Hội nghị về Một số vấn đề lịch sử đạo Thiên Chúa trong lịch sử dân tộc Việt Nam cùng được tổ chức. Báo Công giáo và Dân Tộc công bố bài phỏng vấn với Linh mục Bảo Tịnh Vương Đình Bích. Qua bài phỏng vấn, Linh mục Bích bày tỏ sự phẫn nộ, phê phán tính công khai của việc tuyên thánh, Uỷ ban Chuẩn bị cho đại lễ là 27 người Việt Nam di tản và lưu vong, và đánh giá buổi lễ được nhóm người này làm bừa. Ông cũng cho rằng việc tuyên thánh được chuẩn bị sai cách và tổ chức sai thời điểm và bối cảnh lịch sử. Tác giả Trần Thiện Ý cho rằng việc tuyên thánh gợi lại sự cấu kết của thực dân Pháp với giáo sĩ và giáo dân Công giáo, các thư thỉnh nguyện tạo ra hình ảnh một Giáo hội Công giáo thầm lặng tại Việt Nam, mong muốn Giáo hội thực hiện tinh thần Thư Chung năm 1951 [chống Cộng sản]. Tác giả lên án ngày tuyên thánh dần trở nên ngày biểu dương ý chí chống Cộng và chống Nhà nước Cộng hòa Xã hội Chủ nghĩa Việt Nam. Báo Lao động chỉ trích một số cá nhân được tuyên thánh bị giết chết vì lý do chính trị, không đơn thuần là vì lý do tôn giáo. Giáo sư Phan Huy Lê nhận định việc tuyên thánh là mối nguy hại cho cả đạo lẫn đời.
Các cuộc biểu tình đầy giận giữ, theo New York Times ngày 29 tháng 5 năm 1988, đã diễn ra tại Hà Nội, trong bối cảnh ông Nguyễn Quang Huy, trưởng Ban Tôn giáo Chính phủ Việt Nam cho rằng lễ tuyên thánh gây chia rẽ, và vấn đề tuyên thánh không là vấn đề nội bộ của Giáo hội, do nó ảnh hưởng đến lịch sử, uy tín và chủ quyền quốc gia. Ông đã triệu tập các giám mục Việt Nam họp tại Hà Nội, trong phiên họp bất thường vào tháng 3. Ông đề nghị Hội đồng Giám mục, vì trách nhiệm trước lịch sử và dân tộc, tìm cách giải quyết vấn đề, tuy khẳng định Nhà nước không phản đối việc phong thánh. Trong bài phát biểu, ông Huy cho rằng vấn đề bị chính trị hóa một cách thô bạo, đơn xin do người ngoại quốc chuẩn bị trước để Hồng y Trịnh Văn Căn ký, các giám mục Việt Nam không có văn kiện lễ tuyên thánh dù buổi lễ đến gần, các giám mục Việt Nam không lên tiếng trước các yếu tố chính trị. Ông cho rằng Hội đồng Giám mục phải nhận các sai sót để trình Nhà nước giúp đỡ; đính chính các sai sót trong các văn bản do người ngoại quốc soạn về tình hình và chính sách tôn giáo tại Việt Nam; khẳng định Uỷ ban chuẩn bị lễ tuyên thánh không đại diện Giáo hội Công giáo tại Việt Nam; cảnh giác giáo dân về ý đồ việc chọn ngày 19 tháng 6; nhà nước sẵn lòng tạo điều kiện và sớm trình Hội đồng Bộ trưởng chi tiết cho các hoạt động mừng kính của giáo hội tại Việt Nam. Theo biên bản cuộc họp của Hội đồng Giám mục, các giám mục cho biết thông qua trưởng ban Tôn giáo chính phủ, họ nhận thấy chính phủ quan tâm và lo lắng về đại đoàn kết dân tộc, trong khi đó việc tuyên thánh là giai đoạn cuối thuộc về tín điều Công giáo, theo Giáo luật, nên không thuộc thẩm quyền của các giám mục. Hội đồng đề nghị Hội đồng Bộ trưởng cho một phái đoàn giám mục đến Rôma để tường trình và khuyên các giáo sĩ, tu sĩ và giáo dân cố gắng duy trì tình đoàn kết với mọi tầng lớp dân tộc. Sau khi hội nghị kết thúc, ngày 5 tháng 3, phái đoàn Hội đồng Giám mục Việt Nam có cuộc gặp chính thức với Chủ tịch Hội đồng Nhà nước Võ Chí Công.

Hội đồng Giám mục Việt Nam họp thường niên từ ngày 17 đến ngày 23 tháng 5 năm 1988. Một đại diện từ Tòa Thánh dự định sang Việt Nam trước lễ tuyên thánh nhưng gặp vấn đề nên không thể thực hiện chuyến thăm. Hồng y Trịnh Văn Căn thừa nhận vấn đề tuyên thánh là tế nhị, phức tạp, và cho biết việc Nhà nước phải lo lắng về vấn đề này là ngoài ý muốn. Hội đồng không tán thành các hành vi mang ý nghĩa chính trị trong buổi lễ, đề xuất kính các thánh tại Việt Nam vào ngày 1 tháng 9 hoặc chủ nhật ngay sau đó. Các giám mục bị Nhà nước triệu tập làm việc liên tục trong vòng hai tuần vào cuối tháng 5 năm 1988. Mục đích các cuộc họp là để yêu cầu Tòa Thánh dời lịch lễ tuyên thánh và bỏ tuyên thánh đối với một cá nhân mà Nhà nước cho là bất xứng. Phát biểu tại Hội nghị Khoa học Toàn quốc về Vấn đề phong thánh tử đạo và lịch sử dân tộc Việt Nam, ông Phan Minh Tánh, trưởng ban Dân vận Trung ương cho biết một giám mục, trong hội nghị thường niên vào tháng 5 đã bày tỏ rằng các giám mục cảm thấy xấu hổ, nhục nhã vì bị động và các thành phần bên ngoài thao túng cách lộ liễu. Ông cho biết việc không cho phép đoàn từ giáo hội tham gia lễ tuyên thánh nằm để các giám mục Việt Nam tránh lâm cảnh khó xử và bị động. Ông ghi nhận một số giám mục đã cố gắng tìm giải pháp tích cực cho vấn đề trong bối cảnh Hội nghị Hội đồng Giám mục. Một số phản ứng của các linh mục tại Nghệ An và Hà Tĩnh, cũng như giáo dân Thiên Chúa giáo tại Lạng Sơn cũng được báo Sài Gòn Giải Phóng xuất bản vào ngày 17 tháng 6 năm 1988.

Bức họa được người Công giáo sử dụng để tôn kính các thánh tử đạo tại Việt Nam

Lễ tuyên thánh cho các thánh được cử hành sau đó vào ngày 19 tháng 6 năm 1988. Chính quyền Việt Nam không cho phép bất kỳ đại diện nào từ Việt Nam đến tham dự lễ tuyên thánh này. Bản thân Giáo hoàng Gioan Phaolô II tránh đề cập đến chính quyền Việt Nam, cũng như chỉ cho biết ông gần gũi về mặt tinh thần với các giám mục Việt Nam. Theo Đức ông Vinh Sơn Trần Ngọc Thụ, khoảng 8250 giáo dân gốc Việt, sinh sống tại 27 quốc gia đã tham dự lễ tuyên thánh, cùng với 10.000 giáo dân Tây Ban Nha, gần 4.000 giáo dân Pháp và 10.000 du khách thập phương. Ban Tổ chức cũng cho rước kiệu thi hài các thánh và dâng kính bà Maria trước đại lễ một ngày theo phong cách truyền thống Việt Nam. Số tiền tổ chức lễ tuyên thánh đã được Đức ông Bonis hỗ trợ. Việc tuyên thánh bị chính quyền Việt Nam phản đối, trong khi ngày tuyên thánh trùng với ngày Quân lực Việt Nam Cộng hòa. Tại Giáo phận Qui Nhơn, Giám mục Huỳnh Đông Các tuyên bố thực hiện mừng lễ vào ngày Nhà nước cho phép, trong khi tại Tổng giáo phận Thành phố Hồ Chí Minh ra thông cáo không tổ chức gì liên quan đến lễ phong thánh. Theo Giám mục Trần Thanh Chung, việc chọn ngày 19 tháng 6 là do đây là Chủ nhật duy nhất còn lại trong tháng này không có lịch trình đã được sắp đặt trước đó.
Tháng 8 năm 1988, sau khi Hồng y Trịnh Văn Căn họp với Trưởng Ban Tôn giáo, Hội đồng Bộ trưởng quyết định cho Hội đồng Giám mục dâng lễ tạ ơn các thánh tử đạo Việt Nam, trong tư thế trọng thể, tiết kiệm, gây đoàn kết. Các nhà thờ Công giáo được cho phép rước thánh tích là xương các thánh tử đạo, dựng tượng hoặc vẽ chân dung. Nhà in Tổng hợp Thành phố Hồ Chí Minh cho in chân dung các thánh tử đạo và khoảng 100.000 bức chân dung này được bán hết, tạo khoản lợi nhuận 20.000.000 đồng. Các viên chức Mặt trận Tổ Quốc và Công an đã khuyến khích các linh mục cho tổ chức lớn lễ các thánh tử đạo.

### Tham dự các Thượng Hội đồng Giám mục, Ad limina
Giáo hội Công giáo tại Việt Nam đã chính thức gửi các giám mục đại diện đến tham dự các Thượng Hội đồng Giám mục được tổ chức: Lần thứ V (1980; hai giám mục Phaolô Huỳnh Đông Các và Bartôlômêô Nguyễn Sơn Lâm), Lần thứ VI (1983; hai giám mục Nicôla Huỳnh Văn Nghi và Phanxicô Xaviê Nguyễn Quang Sách), Đặc biệt Kỷ niệm 20 năm Công đồng Vatican II (1985; Hồng y Trịnh Văn Căn và Tổng giám mục Nguyễn Văn Bình), Lần thứ VII (1987; hai giám mục Phaolô Maria Nguyễn Minh Nhật và Phanxicô Xaviê Nguyễn Văn Sang), Lần thứ VIII (1990; ba giám mục Phaolô Nguyễn Văn Hòa, Emmanuel Lê Phong Thuận và Phêrô Trần Xuân Hạp). Các giám mục Việt Nam, trong giai đoạn từ năm 1980 đến năm 1990, cũng thực hiện chuyến viếng thăm Ad Limina ba lần, vào các năm 1980, 1985, 1990. Chỉ có 3 trong số 40 giám mục Việt Nam chính thức thực hiện cuộc viếng thăm này vào năm 1985, dù chính quyền Việt Nam chấp thuận cho hầu hết các giám mục Việt Nam thực hiện chuyến thăm Ad Liminia vào năm 1980. Một số giám mục Việt Nam khác đã viếng Rôma trước chuyến thăm chính thức.

### Tổng giáo phận Huế, hành hương tại La Vang
Tổng giám mục phó Tổng giáo phận Huế Stêphanô Nguyễn Như Thể, linh mục được truyền chức giám mục vào năm 1975 từ nhiệm vào năm 1983 vì lý do sức khỏe. Dù chính thức từ nhiệm từ tháng 11 năm 1983, thông tin này được chính thức công bố sau đó vào ngày 13 tháng 4 năm 1984. Riêng Tổng giám mục Thể đã bị thẩm vấn từ tháng 10 năm 1983 đến tháng 3 năm 1984. Ông đã không tham gia các hoạt động sinh hoạt mục vụ Công giáo cho đến năm 1994. Tổng giám mục Huế Nguyễn Kim Điền bị mời đi thẩm vấn trong vòng 120 ngày, từ ngày 5 tháng 4 đến ngày 15 tháng 10 năm 1984. Trong giai đoạn này, ông tấn phong cách bí mật Linh mục Giacôbê Lê Văn Mẫn làm giám mục phụ tá Tổng giáo phận Huế vào tháng 4 năm 1984. Cá nhân tổng giám mục lo ngại bị bắt giam vào năm 1985, do đó đã viết sẵn di chúc vào tháng 11 năm 1985. Nhân tình hình giai đoạn Đổi Mới, Tổng giám mục Điền đã gửi thư cho Tổng bí thư Đảng Cộng sản Việt Nam, ông Nguyễn Văn Linh đề nghị kết thúc quản chế và trả quyền tự do cho mình. Tổng giám mục Nguyễn Kim Điền qua đời năm 1988 trước khi ông được đến Rôma để báo cáo với Tòa Thánh về giáo sĩ ông dự định đặt làm tân tổng giám mục phó, cũng như trình báo về Giám mục mật phong Lê Văn Mẫn. Linh mục Tađêô Nguyễn Văn Lý khẳng định Tổng giám mục Điền bị đầu độc. Nhiều giáo sĩ và quan chức đã hỏi Giám mục Mẫn, nhưng ông bác bỏ việc đã được tấn phong, tuy nhiều giáo dân, giáo sĩ và quan chức Việt Nam và Tòa Thánh đều biết chuyện này. Tòa Thánh bổ nhiệm Tổng giám mục Hà Nội, hồng y Giuse Maria Trịnh Văn Căn làm Giám quản Tông Tòa Tổng giáo phận Huế, và ông giữ chức vụ này cho đến khi qua đời vào tháng 5 năm 1990. Hồng y Giám quản Trịnh Văn Căn sáu lần đề nghị Linh mục Stanislaô Nguyễn Đức Vệ làm Tổng giám mục Huế, nhưng đề nghị này không được cả Tòa Thánh và chính quyền ủng hộ. Giám mục mật phong Lê Văn Mẫn được chọn làm Giám quản Giáo phận Tổng giáo phận Huế trong cùng năm 1990 [sau khi Hồng y Căn qua đời]. Từ năm 1975, Tổng giám mục Điền chỉ phong chức được cho tất cả là 7 linh mục cho đến khi qua đời năm 1988.

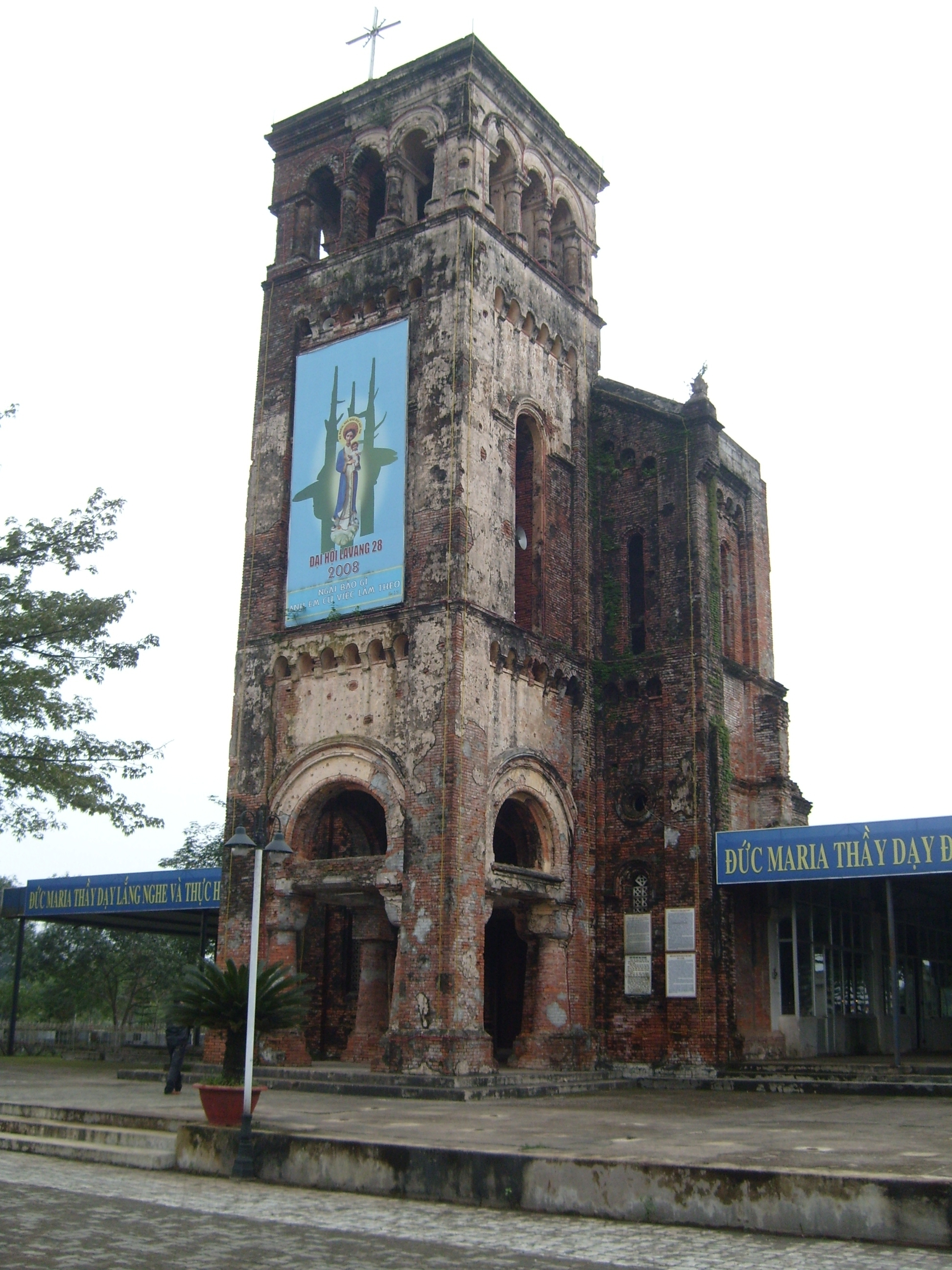
Di tích tháp chuông Thánh đường La Vang

Năm 1981, công an bắt đầu ngăn cấm các giáo dân hành hương về Đức Mẹ La Vang thuộc Tổng giáo phận Huế. Trong khoảng 10 năm, từ năm 1978 đến năm 1988, tình hình tại La Vang gặp nhiều khó khăn: linh mục quản nhiệm nhiều lần bị cấm cử hành thánh lễ Công giáo, bị thẩm vấn và quản thúc. Các giáo dân và nữ tu trong vùng bị thẩm vấn; còn các giáo sĩ và chủng sinh hành hương thì rơi vào cảnh bị bắt giam, quản thúc và thẩm vấn. Tháng 12 năm 1982, chính quyền xã Hải Phú cho biết hành hương La Vang dịp lễ Đức Mẹ Vô Nhiễm Nguyên Tội lần này là một lễ địa phương, cấm tập trung người từ địa phương khác. Các cán bộ đã đến kiểm tra tạm trú và yêu cầu danh sách tạm trú. Tháng 8 năm 1983, đại diện Công an Bình Trị Thiên khẳng định không cấm hành hương La Vang, tuy vậy việc cản trở khách hành hương vẫn xảy ra ở một vài địa điểm và nhiều giáo dân phải sử dụng các lý do khác để đến La Vang. Sau lễ, nhiều địa phương tiến hành họp kiểm điểm về vấn đề hành hương La Vang. Đại hội lần thứ XX tại La Vang không có giám mục tham dự, do Tổng giám mục Điền lâm bệnh và Tổng giám mục phó Nguyễn Như Thể đã từ chức. Sau Đổi Mới, việc hành hương La Vang được nới lỏng hơn, dù ở một số nơi chính quyền địa phương vẫn ngăn cản. Tháng 7 năm 1989, Hồng y Roger Etchegaray đã đến địa điểm hành hương này. Nhìn chung, bốn kỳ đại hội từ năm 1978 đến năm 1987 chỉ được tổ chức cấp giáo phận, tổ chức trong một buổi sáng và số lượng giáo đồ tham dự rơi vào khoảng 10.000. Đại hội lần thứ XXII vào năm 1990 diễn ra trong ba ngày, lần đầu kể từ năm 1970. Sau đại hội này, việc tổ chức hành hương được chính quyền hỗ trợ, các thủ tục xin phép cũng trở nên dễ dàng hơn. Mặc dù chính quyền không công nhận Giám quản Giáo phận Lê Văn Mẫn được bầu tháng 5 năm 1990, nhưng nội bộ Giáo hội Công giáo vẫn xác nhận cuộc bầu cử Giám quản Giáo phận do linh mục đoàn Tổng giáo phận Huế tiến hành.

### Việc công nhận và sinh hoạt tôn giáo của một số giám mục
Sau năm 1975, nhiều giáo phận tại Việt Nam rơi vào hoàn cảnh cảnh thiếu giám mục quản lý (tình trạng trống tòa) kéo dài trong nhiều thập kỷ. Nói về hiện trạng của Giáo hội Công giáo tại Việt Nam sau năm 1975, Giám mục Phaolô Lê Đắc Trọng nhận định hàng ngũ giám mục Việt Nam yếu, và nhiều vị trí quan trọng nằm trong tay các giám mục lớn tuổi và bệnh tật. Tuy không trầm trọng, hàng ngũ giám mục chia rẽ theo miền và địa phương, một số giám mục kỳ thị về tầm vóc lớn nhỏ của giáo phận, mong muốn và cả vận động để được thuyên chuyển nhận các chức vụ cao. Hầu hết giám mục trong cảnh sợ sệt, đặc biệt là các giám mục miền Nam vì mặc cảm chiến bại. Giám mục Trọng cho rằng tất cả các giám mục Việt Nam đều là các giám mục chính thống, nhưng thái độ về Uỷ ban Đoàn kết thì không dứt khoát và khác biệt nhau.
Tác giả Phạm Minh Tâm, viết trong bài Những mất còn của giáo-hội trong ba mươi năm đổi đời đánh giá rằng hàng ngũ giám mục Công giáo tại Việt Nam thiếu sự hợp nhất, bị phân hóa và Tổng giáo phận không còn là cấp bậc kết nối các giáo phận trong vùng. Cá nhân tác giả đánh giá Giám mục Nicôla Huỳnh Văn Nghi có lập trường thẳng thắn, các giám mục có thái độ cộng tác gồm Phanxicô Xaviê Nguyễn Văn Sang, Gioan Baotixita Bùi Tuần, Stêphanô Nguyễn Như Thể, và một giám mục đang thay đổi lập trường là Giám mục Phaolô Maria Nguyễn Minh Nhật. Các giám mục có thái độ cứng rắn [với chính quyền] bị làm khó dễ và cô lập, chính quyền đã mời làm việc (thẩm vấn) Tổng giám mục Nguyễn Kim Điền và Nguyễn Như Thể (Huế), Giám mục Phạm Ngọc Chi (Đà Nẵng), Giám mục Phan Văn Hoa (Quy Nhơn) và Giám mục Huỳnh Văn Nghi (Phan Thiết). Tác giả Phạm Hồng Lam nhận định rằng ngoài các giám mục tại miền Bắc Việt Nam, các giám mục phía Nam Việt Nam thuộc về nhóm cứng rắn gồm Tổng giám mục Điền, Giám mục Chi, các giám mục Đa Minh Nguyễn Văn Lãng và Phêrô Nguyễn Huy Mai. Sự qua đời của ba giám mục Nguyễn Kim Điền, Phạm Ngọc Chi, và Phan Văn Hoa là có nhiều cái bí ẩn, theo Giám mục Phêrô Trần Thanh Chung. Tác giả Phạm Minh Tâm dẫn lời Linh mục Tu đoàn Xuân Bích Trần Ngọc Quỳnh cho rằng Giám mục Chi bị tiêm thuốc, trong khi Linh mục Tađêô Nguyễn Văn Lý khẳng định Tổng giám mục Điền bị đầu độc. Giám mục Nghi bị công an thẩm vấn suốt một tháng trong năm 1989.
Nhiều giám mục Công giáo Việt Nam chịu cảnh quản thúc. Tổng giám mục Nguyễn Văn Thuận, sau khi được trả tự do vào năm 1988, đã bị quản thúc trong vòng ba năm trước khi chính thức bị cấm trở về Việt Nam vào năm 1991. Hồng y Tổng giám mục Hà Nội Trịnh Văn Căn bị quản thúc từ ngày 12 tháng 3, trong khi 130 linh mục bị đưa đến trại cải tạo. Việc quản thúc kéo dài đến năm 1984. Tổng giám mục Huế Nguyễn Kim Điền chịu cảnh quản thúc trong những năm cuối đời, bắt đầu từ năm 1984. Do ông không được tham dự Hội nghị Tông đồ Giáo dân tại Rôma, các giáo sĩ từ 40 quốc gia đã phản đối chính quyền Việt Nam ngăn cản Tổng giám mục Điền. Tại Giáo phận Bắc Ninh, hơn 20 năm giám mục Phaolô Giuse Phạm Đình Tụng không được phép rời Tòa giám mục để cử hành các sinh hoạt tôn giáo. Giám mục Phạm Văn Dụ phải sống tách biệt và không được rời Giáo xứ Thất Kê trong suốt giai đoạn khoảng 30 năm. Riêng Giám mục Phạm Ngọc Chi của Đà Nẵng phải học tập cải tạo.

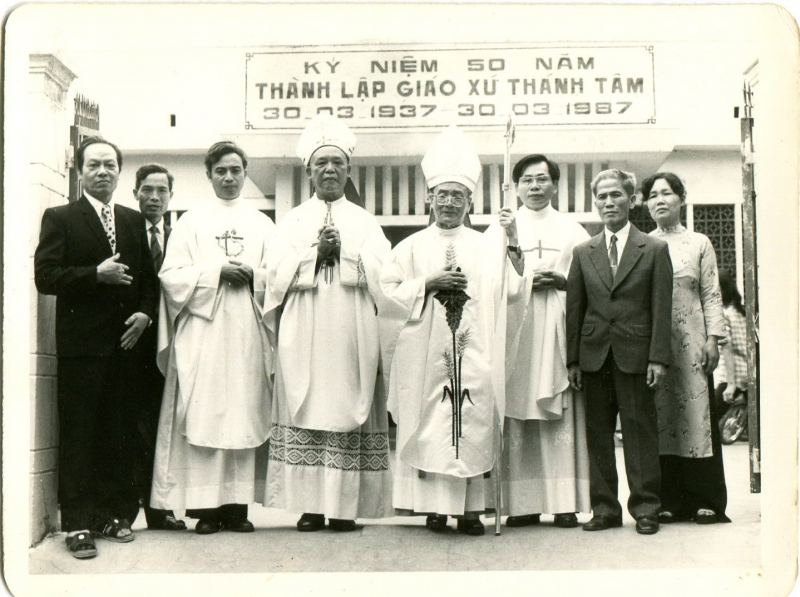
Giám mục Nguyễn Huy Mai (cầm gậy) trước nhà thờ chính tòa Ban Mê Thuột năm 1987

Lễ tấn phong Giám mục cho Linh mục Phêrô Trần Thanh Chung vào tháng 6 năm 1981 diễn ra trong cảnh mất điện vào chiều ngày 22 tháng 6 tại Nhà nguyện Tiểu chủng viện Kon Tum. Theo tác giả Phạm Minh Tâm, một tổng giám mục phó của Tổng giáo phận tại Việt Nam từ chức vì bất đồng chính kiến với tổng giám mục chính tòa, nhằm áp lực [tổng giám mục chính tòa] thay cho Nhà nước. Việc từ nhiệm tổng giám mục phó Tổng giáo phận Huế, theo ghi nhận của Mạng lưới Nhân quyền Việt Nam là vào tháng 11 năm 1983, nằm trong khoảng thời gian mà tổng giám mục này bị mời thẩm vấn.
Tại giáo phận Mỹ Tho, sau khi Giám mục Giuse Trần Văn Thiện qua đời vào năm 1989, Giám mục kế vị Anrê Nguyễn Văn Nam không được công nhận cho đến năm 1993. Cá nhân Giám mục Nguyễn Văn Nam bị Tòa án Nhân dân Thành phố Hồ Chí Minh tuyên phạt hai năm tù treo vào tháng 8 năm 1990 vì tán thành việc lưu hành tài liệu của một linh mục và một nữ tu thuộc Phong trào Thánh Mẫu, bị tuyên bố là tài liệu "tuyên truyền phản cách mạng". Trường hợp Giám mục Vinh Sơn Phaolô Phạm Văn Dụ của giáo phận Lạng Sơn và Cao Bằng, được bổ nhiệm năm 1960, truyền chức cách âm thầm năm 1979, nhưng không được công nhận cho đến năm 1989 (theo Tổng giám mục Giuse Ngô Quang Kiệt) hoặc năm 1991, theo sách Thoáng nhìn Giáo hội Công giáo Việt Nam của Trần Anh Dũng. Giám mục Phêrô Nguyễn Huy Mai của Giáo phận Ban Mê Thuột cho đến tháng 6 năm 1990 vẫn chỉ được công nhận là linh mục chính xứ Chính tòa Ban Mê Thuột, theo thỏa hiệp với nhà nước. Sau dấu mốc lịch sử năm 1975, việc quản lý Giáo phận Nha Trang của Giám mục Phaolô Nguyễn Văn Hòa bị chính quyền xem là bất hợp pháp trong một giai đoạn, dù đại diện của chính quyền Quân quản có tham dự lễ nhận giáo phận của ông. Giám quản Tổng giáo phận Huế, [Giám mục mật phong] Giacôbê Lê Văn Mẫn không được nhà nước công nhận.
Để có thể đến thăm một xứ đạo, Giám mục Nguyễn Minh Nhật của giáo phận Xuân Lộc cần được sự cho phép của 10 cơ quan chính quyền. Từ năm 1985, giáo dân Giáo phận Nha Trang mới có thể tiếp tục được giám mục viếng thăm mục vụ. Kể từ sau vụ việc tuyên thánh các thánh tử đạo Việt Nam, tình hình tại giáo phận Hưng Hóa dễ thở hơn, khi giám mục được đến thăm và sinh hoạt tôn giáo tại các giáo xứ, kể từ năm 1988. Tuy vậy, sau khi Giám mục Phan Thế Hinh qua đời, Hồng y Giám quản Tông Tòa Trịnh Văn Căn chỉ gặp được linh mục tổng đại diện và một linh mục khác, trong khi các chương trình mục vụ sinh hoạt tôn giáo khác của ông không được chấp thuận. Ban Tôn giáo và Công an Phan Thiết đánh giá Giám mục Huỳnh Văn Nghi là "cứng đầu", bị ngăn cản tham gia các buổi đón tiếp và họp do Nhà nước chủ trì. Các giám mục Việt Nam đến đón phái đoàn Tòa Thánh tại sân bay Nội Bài vào tháng 11 năm 1990 bị chính quyền ngăn cấm gặp trực tiếp phái đoàn.
Đại hội Hội đồng Giám mục Việt Nam vào tháng 12 năm 1989 đã bầu chọn ban Thường vụ mới, và lần đầu tiên, Chủ tịch Hội đồng không còn là giáo sĩ Công giáo có chức phẩm cao nhất. Giám mục giáo phận Xuân Lộc Phaolô Maria Nguyễn Minh Nhật được chọn làm Chủ tịch, trọng tâm Hội đồng Giám mục có dịch chuyển về miền Nam Việt Nam, do 8 trong số 10 giáo sĩ thuộc về ban thường vụ là các giáo sĩ quản lý các giáo phận tại miền Nam. Trong cơ cấu của Hội đồng Giám mục Việt Nam, Giám mục Nguyễn Huy Mai, phó chủ tịch và Giám mục Huỳnh Văn Nghi, một trong ba phó Tổng thư ký không được [Nhà nước] chấp nhận. Các giám mục đã dự kiến chọn Tổng giám mục Nguyễn Văn Thuận, vừa được trả tự do năm 1988, làm Chủ tịch hoặc Tổng thư ký. Chính quyền đã cử các đại diện đến bệnh viện để yêu cầu Tổng giám mục Thuận từ chối bất kỳ chức vụ nào được bầu. Sau khi ông từ chối với đề nghị, các đại diện đã đến thông báo với Hội đồng Giám mục Việt Nam rằng chính quyền không muốn thấy ông Nguyễn Văn Thuận được bầu vào bất kỳ chức vụ nào trong Hội đồng Giám mục.

## Xung đột
Tác giả Lê Thiên nhận định Giáo hội Công giáo Việt Nam trong giai đoạn từ năm 1975 đến năm 1990 tồn tại trong sự bách hại không thua kém Giáo hội Công giáo tại miền Bắc Việt Nam trước năm 1975. Theo tác giả Lữ Giang (tên thật là Nguyễn Cần, chánh án thời Việt Nam Cộng hòa) thì cá nhân ông Nguyễn Đình Đầu góp công trong việc tổ chức các hoạt động chống lại giáo hội Công giáo tại Việt Nam. Chính quyền Việt Nam và Giáo hội Công giáo nhiều lần xảy ra những xung đột trong giai đoạn 1975 đến năm 1990:
- Khoảng 300 linh mục, gồm 109 linh mục tuyên úy và Tổng giám mục Phanxicô Xaviê Nguyễn Văn Thuận bị đưa vào tù sau sự kiện ngày 30 tháng 4 năm 1975, theo tác giả Đỗ Hữu Nghiêm. Phần lớn các linh mục tuyên úy chịu án từ 10 đến 15 năm tù, sau khi được tự do tiếp tục bị cấm cử hành mục vụ Công giáo.[306] Tác giả Thao Nguyen đưa ra số lượng là 300 linh mục, và ghi nhận họ chịu án tù trong khoảng 3 đến 5 năm, còn một số chịu án trong khoảng từ 10 đến 15 năm.[11] Số lượng Phó tế Phạm Bá Nha đưa ra là 200 linh mục bị đưa đi học tập cải tạo.[113] Các linh mục bị cải tạo không được liên lạc với giám mục của mình.[260] Tổng giám mục Nguyễn Văn Bình đã xin trả tự do cho các linh mục, xác nhận các linh mục làm nhiệm vụ tuyên úy là do chỉ định của Hội đồng Giám mục Việt Nam. [329]
- Tổng số cơ sở của Công giáo tại hai miền Bắc Nam bị chuyển quyền sử dụng rơi vào khoảng 2.250. Nhiều cơ sở bị chuyển công năng thành nhà máy, văn phòng, rạp chiếu phim. Một số bị phá hủy hoặc trao tặng cho các viên chức chính quyền.[111]
- Vụ án nhà thờ Vinh Sơn (tháng 2 năm 1976). Tác giả Nguyen Van Canh, viết trong sách Vietnam under Communism thừa nhận không thể kiểm chứng thông tin vụ việc. Ngày 13 tháng 2 năm 1976, lực lượng an ninh tiến hành bao vây nhà thờ Vinh Sơn và đã có nổ súng xảy ra. Sau mười ba giờ đồng hồ, ba người thiệt mạng và bắt giữ Linh mục Đa Minh Nguyễn Quang Minh;[gc 38] cựu trung tá Binh chủng Nhảy dù Nguyễn Ngọc Thiết và luật sư Nguyễn Khắc Chính. Nhà cầm quyền tuyên bố phát hiện nhiều thiết bị vô tuyến, vũ khí, máy điện báo, máy in và thiết bị làm tiền giả. Máy in được cho là sử dụng để in truyền đơn cho Phong trào Cứu quốc do Ngô Quang Trưởng làm lãnh đạo. Ba người này cũng bị tuyên bố được Cơ quan Tình báo Trung ương Hoa Kỳ (CIA) hậu thuẫn. Nguồn tin từ một người cháu có chú và dì sống trong nhà xứ khẳng định cuộc đấu súng do lực lượng an ninh khiêu khích và từ sáng ngày 13 tháng 2 đã có ba người lính đến tá túc nhưng không rời đi. Chú của người này làm đầu mối liên lạc cho Linh mục Minh và các cựu sĩ quan Việt Nam Cộng hòa, nhưng nhanh chóng được trả tự do. Tác giả Nguyen Van Canh nhận định mục tiêu chính là loại bỏ Linh mục Minh, lấy lý do rằng không lâu sau đó, làng Công giáo Tam Hiệp cũng bị đột kích và các trung tâm kháng cự của Công giáo đã bị vô hiệu hóa.[331] Phát biểu tại Hội trường Uỷ ban Cách mạng quận X, Tổng giám mục Nguyễn Văn Bình cho biết ông tức giận và lên án việc dùng cơ sở tôn giáo làm việc phi pháp.[332]
- Hai bài phát biểu về "Tự do Tôn giáo" của Tổng giám mục Tổng giáo phận Huế Philípphê Nguyễn Kim Điền, dẫn đến hai linh mục phát tán bản đánh máy hai bài phát biểu chịu án 20 năm tù vào cuối tháng 8 năm 1977.[154][333][154]
- Vụ việc chủ tịch Hội đồng Liên Tôn Toàn quốc Chống Cộng, Linh mục Nguyễn Văn Vàng và 400 tu sĩ thuộc 5 dòng tu tại Thủ Đức, Thành phố Hồ Chí Minh (tháng 2 năm 1978). VietCatholic News cho rằng tất cả 400 tu sĩ đã chịu án.[108][334] Tác giả Vũ Sinh Hiên ghi nhận ông Vàng đã tự xưng "Quốc Trưởng", tuy cho rằng việc năm nhà dòng bị giải tán do có phát hiện vật chứng yếu là một khẩu súng rỉ sét vứt ở dưới mương. Tài sản nhà dòng không được mang theo và có một số cá nhân phải chịu án tù.[335] Riêng Tu viện Dòng Chúa Cứu Thế Thủ Đức đã bị nhà nước chuyển đổi công năng, nay là Bệnh viện Đa khoa Thủ Đức.[336]
- Đóng cửa Trung tâm Đắc Lộ (tháng 3 năm 1981). Trung tâm này vốn có sinh hoạt Công giáo dành cho giới trẻ, nhiều lúc đông đúc gây tắc nghẽn giao thông. Năm tu sĩ đã vào tù trong khi tu viện bị tịch thu. Theo tác giả Vũ Sinh Hiên, lý do là một trong năm tu sĩ có gặp gỡ với bị cáo Nguyễn Văn Hiển, sau đó là phạm nhân với tội danh "âm mưu lật đổ chính quyền và tuyên truyền phản cách mạng". Cơ sở tu viện này sau đó được dùng làm Tòa soạn báo Tuổi trẻ.[335]
- Vụ việc Dòng Đồng Công (tháng 5 năm 1987).[337] Dòng này do Linh mục Trần Đình Thủ điều hành theo phong cách trước Công đồng Vatican II. Trên phương diện hành chính, dòng vi phạm các quy định vì in ấn các tài liệu giáo lý, cư trú và hội họp không khai báo,...). Linh mục Thủ sau đó bị đưa vào tù, trong khi tu viện bị tịch thu sau một cuộc hành quân của chính quyền. Một số vũ khí thô sơ được trưng bày làm bằng chứng cho vụ việc.[338]
- Bắt giữ các nữ tu dòng Chúa Quan Phòng (tháng 6 năm 1984).
- Vụ gián điệp quan trọng Trương Thị Lý (1985): Tháng 7 năm 1985, Tổng giám mục Nguyễn Kim Điền viết thư bằng tiếng Latin, gửi Giáo hoàng Gioan Phaolô II về tình trạng Tổng giáo phận Huế. Hai nữ tu Trương Thị Nông và Trương Thị Lý (bề trên Dòng Mến Thánh Giá Huế) chuyển giúp thư vào Thành phố Hồ Chí Minh để nhờ chuyển tiếp. Công an đã theo dõi và cho bắt hai nữ tu, đồng thời thẩm vấn linh mục Thư ký Tổng giám mục là Linh mục Trần Văn Quý.[339][340] Tổng giám mục bị hạn chế, không thể rời Huế đến tham dự tang lễ thân mẫu của mình trong cùng năm.[341]
- Các giám mục cứng rắn [với chính quyền] bị cô lập và làm khó dễ: trong đó, mời thẩm vấn Giám mục Phêrô Maria Phạm Ngọc Chi, Tổng giám mục Nguyễn Kim Điền (1984),[113] Giám mục Giuse Phan Văn Hoa (1976).[161] Các giám mục Đa Minh Nguyễn Văn Lãng và Phêrô Nguyễn Huy Mai cũng trong nhóm này.[306] Riêng Giám mục Phạm Ngọc Chi, việc mời làm việc được tường thuật lại rằng giám mục được đối đãi tốt và tử tế. Ba giám mục Phạm Ngọc Chi, Nguyễn Kim Điền và Phan Văn Hoa qua đời theo Giám mục Phêrô Trần Thanh Chung là có nhiều cái bí ẩn.[307]
- Mở các chiến dịch phản đối việc tôn phong các thánh tử đạo Việt Nam.